# 鋼殻のレギオス
『鋼殻のレギオス』（こうかくのレギオス、CHROME SHELLED REGIOS）は、雨木シュウスケによる日本のライトノベル。イラストは深遊。富士見ファンタジア文庫（富士見書房）より、2006年3月から2013年9月まで刊行された。また、『月刊ドラゴンマガジン』（現『ドラゴンマガジン』）2006年10月号から不定期で短編が連載された。

## 概要
雨木シュウスケの2作目となるライトノベル。荒廃して人が住めなくなった大地に、人間の唯一の生活の場である「移動する都市」が無数に行き交うという未来の世界を舞台にした作品。タイトルの「レギオス」とはこの「移動する都市」の名称であり、作中では「自律型移動都市」と書いて「レギオス」と読ませている。
刊行当初のナンバリングにはローマ数字が用いられていたが、文庫本第11巻からカバーデザインがリニューアルされ、それに伴ってナンバリングにアラビア数字が用いられるようになった。また、10巻以前の新版にもリニューアル後のカバーデザインが用いられるようになり、全巻を通してナンバリングにはアラビア数字が用いられるようになった。
2006年11月のラジオドラマ化をはじめ、ドラマCD、漫画、テレビアニメなど、様々なジャンルでメディアミックス展開がされている。2010年1月28日にはニンテンドーDSでゲーム化されている。
2007年に開催されたライトノベルアワードでは学園部門賞を受賞している。2010年6月時点でシリーズ累計部数は450万部を突破している。

## 舞台背景
『鋼殻のレギオス』は、荒廃した大地で過去のオーバーテクノロジーを頼りに生きる人類という終末SF的な背景に、精霊や魔法、怪物などのファンタジーの要素をミックスした世界が舞台となっている。舞台背景のテーマは「剣と魔法の世界」であり、これはファンタジア大賞に投稿していた頃から変わらない雨木の作風である。
正確な年代は不明だが、現代から遥か未来の世界という設定で、本作よりも過去の時代の物語である『レジェンド・オブ・レギオス』の舞台が、西暦の末期からかなりの年月が過ぎた世界とされている。世界荒廃の原因はほとんどの生物を死に至らしめる謎の粒子状物質「汚染物質」の存在で、これが大気と大地に充満したことで全世界が人の住めない荒野と化した。自然界ではほぼ全ての動植物が死に絶え、ほぼ唯一、汚染された大地に適応した凶暴な巨大生物「汚染獣」のみが大量に生息している。人類は「電子精霊」と呼ばれる謎の存在が宿った移動する都市「自律型移動都市（レギオス）」に住み、その機能によって汚染物質や汚染獣といった脅威から守られている。
電子精霊はその意思によって自らの都市を動かし、汚染獣を回避するように移動するが、回避し切れず都市が襲われる場合もある。また、都市には動力源となる金属「セルニウム」の鉱山の保有権を賭けてほかの都市と戦争を行う習性がある。こうした都市を存続させる上で避けられない戦いにおいて、都市を守るために戦うのが「武芸者」であり、彼らは「剄（けい）」と呼ばれるエネルギーを操る魔法のような技術を駆使し、「錬金鋼（ダイト）」と呼ばれる特殊合金の剣や銃を武器に戦う。
このような生活が根付いて久しく、世界が汚染される以前の歴史がほぼ完全に忘れ去られたのが、この物語の舞台である。

### 自律型移動都市（レギオス）
自律型移動都市は円形の都市の土台に生活空間が築かれ、その外周に移動のための巨大な脚が多数備わっている。また、脚の上端部からはエアフィルター（空気の膜）が出力され、これが汚染物質が都市内に流入するのを防いでいる。このほかにも有機的な建材による自然修復機能など様々な機能が備わっている。都市を作ったのは過去の錬金術師（アルケミスト）達と言われ、その建造技術は既に失われており都市の中枢部分は都市民にとってブラックボックスである。
大気中に充満する汚染物質が無線通信を遮ってしまい、都市と都市を結ぶ交通や通信の手段は危険で時間も掛かる（後述）「放浪バス」に限られるため、各都市同士のコミュニケーションは非常に希薄であるが、その分、ほとんどの都市は自給自足が成り立っており、都市ごとに独自の文化が栄えていることも珍しくなく、大抵の人間は生まれた都市から外に出ること無く一生を終える。また、都市自体にも幾つかのタイプがあり、生活に必要な全ての機能を備えた標準型や、特定の機能に特化した都市もある（特化型の都市でも自給自足は成り立っている）。
都市の動力となる「セルニウム」は世界が汚染されてから発掘されるようになった金属で、都市は自身が保有するセルニウムの鉱山を中心とした一定範囲内を移動し、定期的に補給を行う。保有する鉱山が多い都市ほど移動半径も広がり、地域の移動による季節の変化も訪れる。また、都市がほかの都市と鉱山の保有権を賭けて戦争を行う「戦争期」は2年に1度で、基本的に同型の都市としか戦争を行わない。
自立移動都市は「楽土」と呼ばれる存在を形にした物であり、移動するのは危機を回避するためである。
グレンダンでの決戦後、汚染物質の減少とそれによる汚染獣の減少により、危機回避を行う必要が無くなったためか、自律型移動都市は徐々に移動を停止させ、ついには完全に停止した。この停止によって圧縮植物による有機プレートが暴走し、周囲の大地に根を張って一本の巨大な樹となり、自然界の循環を再生させた。後にこの現象は「萌芽」と呼ばれるようになり、人々は自律型移動都市からの脱却を余儀なくされ、急速に大地への移住が進められる。この世界の大変貌により、暦は「新土暦」と改められる事となる。
放浪バス
都市間の移動には、汚染された大地を金属製の多足で移動する「放浪バス」と呼ばれる乗り物が利用される。都市外の移動には常に汚染獣に襲われる危険が付き纏い、汚染獣の襲撃を避けるために遠回りしたり数日間停止することもある。また、常に動き回る自律型移動都市全ての正確な位置を把握しているのは「交通都市ヨルテム」と呼ばれる都市のみであり、全ての放浪バスは最終目的地に関係なくヨルテムを経由する必要がある。以上、危険性と時間的な不便さから、ほとんどの人間はほかの都市に行くことは無いが、一方で都市から都市へと旅をする旅行者や、都市間の交易を目的としたキャラバンなども存在するため、日々多くの放浪バスが都市間を渡り歩いている。
学園都市
機能特化型都市の1つに、教育機関として特化した機能を持つ「学園都市」がある。学園都市は住人の大半が学生で大人がほとんどおらず、都市の機能も全て学生によって管理、運営され、教育に関しても上級生が下級生の授業を受け持つ。その性質上、人の入れ代わりが激しくあらゆる分野でベテランを欠くという欠点を持つ。基本的には通常の都市同様の独立した存在だが、多くの学園都市は「学園都市連盟」と言う組織に加盟し、そのバックアップを受けている。
学園都市では、学園都市連盟主催の武芸大会と言う交流試合の形式で戦争を行う。相手都市の都市旗の奪取を勝敗の条件とし、使用される武器は全て殺傷力を減退させる安全装置を掛けた状態で戦う。「学生らしい健全な戦い」を名目にこのような体裁を取っており、人的被害も少なく済むが、勝敗が都市の寿命を左右すると言う結果は標準型の都市で行われる戦争と変わらない。

#### 電子精霊
自律型移動都市の意思である電子精霊は都市民にとって謎の存在であり、「電子精霊が都市を動かしている」以上のことは分かっていない。普段は都市の中枢部分にいて姿を見せないが、時折外に出ることがあり、そのときの姿は都市によって異なる。
セルニウムの供給が断たれるなどして都市機能が完全に停止すると電子精霊も死んでしまうが、汚染獣に都市を破壊された電子精霊が性質変化を起こして単独で存在し続ける場合があり、そうした電子精霊は「廃貴族」と呼ばれる。廃貴族は汚染獣への憎悪に狂った存在となり、失った都市に代わる宿主を求め、宿主となったものを支配し汚染獣への戦いへと向かわせる。武芸者が廃貴族に憑依されると通常とは比べ物にならない力を発揮するため、汚染獣とよく接触するグレンダンでは廃貴族を求めている。しかし多くの場合は廃貴族に意識を支配されてしまう。また、中には都市にならず、自らの意思で武芸者の力になる事を望むものもおり、ニーナが幼少期に命を救われた電子精霊もそのひとつ。

### 武芸者と剄
武芸者は通常の人間と身体構造が異なり、腰の辺りに剄を大量に発生させる「剄脈（けいみゃく）」と呼ばれる内臓を持ち、そこから剄の通り道になる「剄路（けいろ）」と言う管が神経と並行するように全身に伸びている。剄は全ての人間が生きているだけで発するエネルギーだが、普通の人間が発する剄は非常に微弱で、生まれつき剄脈を持つ者のみが武芸者として戦うことができる。
戦争や汚染獣の襲撃に対する戦力である武芸者の有無は都市にとって死活問題で、大抵の都市は剄脈を持つ子を誕生させ武芸者として教育することを推奨、援助し、優れた武芸者を優遇する。一方、汚染獣に対抗するほぼ唯一の力である剄は「汚染された大地で人間が生きるために授けられた天の恩寵」として神聖視されており、武芸者には強さのほかにも神聖な力を扱うに相応しい「品行方正さ」が求められる。以上のことから武芸者には比較的裕福な者や、プライドが高く潔癖な者が多い。
剄脈で発生した剄は剄路を通ることで肉体のあらゆる能力を強化する力へと変化し、体外へ放出されると破壊力を持った衝撃波へと転ずる。前者は「内力系活剄（ないりきけいかっけい）、」後者は「外力系衝剄（がいりきけいしょうけい）」と言う技術として体系化されており、様々な派生技術がある。このほか、気配を消す「殺剄（さっけい）」や、剄に特殊な変化を加える高等技術「化錬剄（かれんけい）」などの技術があり、武芸者はこれらの技術を駆使して戦う。武芸者の能力はかつてアイレイン・ガーフィートという男が持っていた能力の模造品である。アイレインは世界を破壊しようとするイグナシスの兵器に対抗するために自らの因子を降らせ、それを受け取った者たちが武芸者である。後にグレンダンでの戦いの後、世界を滅ぼそうとするレヴァンティンを始めとするナノセルロイド達が滅びたことにより汚染物質＝イグナシスの意思が弱まった事でアイレインの因子が減少。その結果オーロラ粒子を勁に変えて戦う武芸者達の能力が低下していく事となる。そのような環境下でも戦闘能力が低下しない上位武芸者達を「ハイ・ブースター」と呼称するようになった。

#### 念威操作
剄脈を持つ人間の中でもさらに一部の人間は、剄脈が「念威（ねんい）」と呼ばれる通常の剄とは異なるエネルギーを発する。これは手を触れずに物体を操作し、その物体を介して遠方の物を見たり音を聞いたりすることができるもので、赤外線など電磁波も知覚できる。これらの能力を利用して広範囲に渡る情報の収集・伝達を行う技術を「念威操作」と呼ぶ。念威操作は、修得が困難と言う理由で一部の者しか使わない化錬剄と異なり、使用できるか否かは完全に先天的な適性に左右されるが、この適性を持つ者は逆に活剄や衝剄などの通常の剄技が使えない。この能力はかつてニリスという女性に存在していた能力であり、月よりもたらされたその能力の因子を受け取った者たちが念威操者である。
念威の適性を持ち、念威操作を行う武芸者を特に「念威繰者（ねんいそうしゃ）」と呼び、念威での索敵や情報伝達などによりほかの武芸者をサポートする役割を担う。念威を使用する際には頭髪や眉毛、睫毛などの一部が燐光を発する特徴があり、この光の強さは念威の強さに比例する。通常の剄技は使えないため、身体能力は一般人とそれ程変わらないが、念威を用いた知覚と情報伝達の速度は通常の武芸者以上。また、念威の媒介となる物質（念威端子）を爆弾として扱う「念威爆雷」と言う技術も存在し、これが念威繰者の主な攻撃・防御の手段となる。
念威繰者は膨大な情報を収集し処理するために脳が強靭にできており、一般人や通常の武芸者と比べ記憶力が優れている者が多く、念威繰者は生まれつき学力的天才児とされている。一方、膨大な情報の処理に伴う感情の動きを一々肉体に反応させていては情報処理のスピードが遅れると言う理由から、感情の動きに肉体が反応することをシャットアウトしてしまい、感情表現が苦手な者も少なくない。

#### 錬金鋼（ダイト）
多くの武芸者は「錬金鋼（ダイト）」と呼ばれる特殊合金を武器とする。錬金鋼には特定の大きさや形状、性質などを記憶し、同じく記憶した声と剄に反応して一瞬で記憶した通りの状態へと変化する「記憶復元」の特性が備わっており、これにより元の数倍以上の体積や様々な形状、性質に変化することができ、それに伴って重量も変化する。すなわち、掌に収まる程度の錬金鋼を、一瞬にして然るべき形と大きさ、重量を備えた武器に変化させることができる。声は勿論、剄も個々人で質が異なるため、錬金鋼は記憶させた声と剄の持ち主しか復元できず、錬金鋼を復元する際の音声信号には専ら「レストレーション」と言う語句が用いられる。そのため錬金鋼は使えば使うほどその持ち主しか使えなくなる（設定を消去すれば誰でも使える）。これらの錬金鋼が記憶する情報は専用の機器で記憶・消去・調整することが可能でこの「武器としての錬金鋼の設定」の調整や、錬金鋼の開発・選定などを専門に行う技師もいる。
錬金鋼は含有する物質の種類や比率などによって性質に変化が生じ、その違いで幾つかの種類に分けられる。錬金鋼の復元状態は技師によって調整されるが、ある程度は素材となる錬金鋼の性質に左右される。錬金鋼の種類と性能差は多岐に渡り、復元する武器や使用する武芸者に合った錬金鋼が用いられる。

#### 錬金鋼（ダイト）の一覧
鋼鉄錬金鋼（アイアンダイト）
斬撃武器として最も細かい調整が利く錬金鋼。
主な使用者：レイフォン（刀）、ハイア（刀）、デルク（刀）
黒鋼錬金鋼（クロムダイト）
密度が高く重くて頑丈。その半面剄の伝導率が悪い。
主な使用者：ニーナ（双鉄鞭）、シャーニッド（二丁拳銃）
青石錬金鋼（サファイアダイト）
白銀錬金鋼同様剄の伝導率が高いバランス型の錬金鋼。
主な使用者：レイフォン（剣・刀）
紅玉錬金鋼（ルビーダイト）
剄を変化させ易い性質を持つため化錬剄の触媒として用いられる。
主な使用者：ゴルネオ（篭手）、シャンテ（槍）
碧石錬金鋼（エメラルドダイト）
剄の収束率が高く、貫くのに適している。青石・紅玉・碧宝の各種錬金鋼は黒鋼の含有量によって区別される。
主な使用者：シン（細剣）
軽金錬金鋼（リチウムダイト）
軽く近接武器に向かないが、剄の伝導率が高いため銃にするのに向いている錬金鋼。
主な使用者：シャーニッド（狙撃銃）
白金錬金鋼（プラチナダイト）
剄の伝導力と保有力、放射力が高い。その半面耐久力や粘度、修復力が悪い。
主な使用者：ダルシェナ（槍・レイピア）
重晶錬金鋼（バーライトダイト）
念威繰者専用の錬金鋼。一部が分解して念威端子となる通常の錬金鋼とは様々な点で異なっており、開発や整備も専門の錬金鋼技師が行なう。
主な使用者：念威繰者
複合錬金鋼（アダマンダイト）
種類の違う複数の錬金鋼を合成して製作された錬金鋼。開発責任者はキリク。合成したい錬金鋼をカートリッジ化し触媒となる錬金鋼にはめ込む事で完成する。種類が違う錬金鋼を合成した場合に出来るのは、普通の錬金鋼でしか無かったが複合錬金鋼はそれぞれの錬金鋼の長所を完全に残したまま復元出来るのが特徴。複数の剄を使いこなす武芸者は滅多に居ないため一般的には一つの錬金鋼に一つの復元先が設定されている。状況に応じて複数の錬金鋼を使いこなすレイフォンのような武芸者に適している錬金鋼と言える。実際初陣では剣だけでなく薙刀や棍も使用している。しかし合成する錬金鋼の復元状態の基礎密度と重量がそのまま残り更には密度が圧縮している分熱が篭りやすいため、長時間の戦闘に向かないという短所も存在する。
主な使用者：レイフォン
簡易型複合錬金鋼（シム・アダマンダイト）
簡易型の複合錬金鋼で対人戦を想定して開発された。カートリッジ式を廃した事で全体の強度が増し形状も小型化に成功している。しかし、一度配合を決めてしまうと以降の組み合わせの変更が不可能になる。
主な使用者：レイフォン
天剣
グレンダンの天剣授受者に与えられる特殊な白金錬金鋼。普通の錬金鋼は重量・密度・高度・粘度・形状・伝導率の何処かで妥協しなければならないが、天剣にはそれがない。全ての要素において使用者の望み通りに設定が可能。また膨大な剄力を持つ天剣授受者がどれだけの剄を込めても決して自壊する事が無い。とはいえアルシェイラが使用すると壊れるような描写があるため剄の許容量に限界があるようだ。12個しか無いため天剣授受者は12人しか就く事が出来ない。グレンダンの武芸者からは羨望の眼差しを向けられており、その希少性と地位から策を弄して手に入れようする者達も居る。
主な使用者：天剣授受者

### 汚染獣
汚染獣はほとんどの生物にとって害である汚染物質を栄養として取り込むことができ、繁殖を繰り返して世界中に大量に生息している。汚染物質よりも効率的な栄養源として人間を喰らうために都市を襲撃することがあり、都市が汚染獣を回避し切れないときは武芸者が撃退する役割を担う。しかし、汚染獣は個体ごとの力が非常に強く、武芸者が単独で汚染獣を撃退するのは不可能に近いため、襲撃を受けた都市は基本的に総力を上げての対処が迫られる。また、汚染獣の攻撃は熟練の武芸者にとっても致命的な威力を持ち、都市外での戦闘では攻撃がかするだけでも汚染物質を遮断するスーツが破れてしまうため、汚染獣との戦いは攻撃を全く受けずに倒すことを前提とした過酷なものとなる。
そのルーツは謎に包まれているが、なんらかの生物が汚染された環境に適応するために進化を遂げた姿と言うのが定説で、汚染獣以外ではわずかな植物や微生物のみが汚染物質への耐性を持つ。
そのルーツは本作の前日譚『レジェンド・オブ・レギオス』に登場するナノセルロイドの一体『ポーン』の成れの果て。汚染物質とは空の向うから降り注ぐイグナシスの悪意に反応して変質したオーロラ粒子であり、ナノセルロイドはオーロラ粒子をエネルギー源とするために汚染物質への耐性を持つ。元々は人型だったがオーロラ粒子の過剰摂取によって怪物のようになっている。グレンダンにおける習慣として強力な老性体で一度の戦闘で殺せなかった場合名前をつける習慣がある（老性六期のベヒモト。アニメ版ではインビークー）。

#### 形態
汚染獣は生まれ付いての雌雄の差を持たず、脱皮を繰り返して形態を変化させ、その過程で雄から雌へと変化して単独で産卵・繁殖する。生まれたばかりの汚染獣の「幼生体」はまだ汚染物質を栄養にすることができないため、捕食による栄養摂取が必要で、1度に数千から万を超える個体が孵化するが、共食いにより大幅に数を減らす。成長した幼生体は最初の脱皮を経て「雄性体」と呼ばれる成体になり、脱皮を繰り返して成長し、やがて繁殖期を迎えて「雌性体」へと変化する。この時点で腹部に大量の卵を溜め込んでおり、孵化の時期まで栄養を蓄えながら地中で暮らし、孵化後は溜め込んだ栄養や自分自身を餌として幼生体に提供する。なお、稀に繁殖を放棄し、雌性体ではなく「老性体」と呼ばれる形態に変化する個体もおり、その後も脱皮を繰り返す。
脱皮を繰り返す雄性体と老性体は、脱皮の回数に応じて雄性（老性）一期、二期などと区別する。幼生体の時点では複眼、甲殻、多数の節足、翅を持つ巨大な虫の様な外見だが、雄性体になると一転、胴体が長くなり爬虫類のような外見となる。その後、脱皮のたびに節足を捨て、老性体になると完全に足が無くなって翅の生えた巨大な蛇のような外見となる。以降、老性二期からは個体ごとに独自の変化をするようになる。一般的に脱皮を重ねた個体ほど強力で、老性体は汚染獣の中で最も強い形態である。

### 主な舞台
物語の主な舞台となるのは、故郷を離れたレイフォンが入学する「学園都市ツェルニ」と、レイフォンの故郷である「槍殻都市グレンダン」の2つの都市。ツェルニではレイフォンが所属することになる武芸者の自衛小隊の面々を中心に、グレンダンではレイフォンの幼馴染である少女リーリンとグレンダンを統べる女王アルシェイラを中心に物語が展開する。

#### 学園都市ツェルニ
学園都市連盟に加盟する学園都市の1つ。6年制で、いわゆる普通の勉学を学ぶ一般教養科や武芸者を育成する武芸科を始めとした様々な学科があり、約6万人の学生が住んでいる。武芸大会や汚染獣の襲撃に対する戦力の中核となる存在として、武芸科の中でも特に優秀な生徒を集めた「小隊」が組織されているその中でも一番発言力を持った武芸長という役職もある、近年は武芸大会での敗北が続いており、レイフォンが入学した時点ではセルニウム鉱山を1つしか保有しておらず、次の武芸大会では後が無い状況であった。
現在、ツェルニでは第1から第17まで計17の小隊が組織されており、定期的に「学内対抗試合」と呼ばれる武芸大会の模擬試合を行っている。本来は戦力査定を兼ねた訓練の一環であるが、武芸者の多くはプライドが高く、試合の成績が奨励金や小隊の解散にも係わることから、実際には勝敗数を競い合う激しいものとなっている。また、試合の様子は一般の生徒にも公開されており、武芸科の生徒以外にとって対抗試合は大きなイベントの1つで、小隊や小隊員のファンクラブも存在する。

#### 槍殻都市グレンダン
サヤを核とし、リグザリオによって作られた世界で最初の自立型移動都市。レイフォンの故郷。移動半径内に大量の汚染獣が生息しており、本来汚染獣を回避して移動する自律型移動都市としては異常なほど汚染獣との遭遇率が高い。そのような危険地帯にいるため放浪バスはほとんどやって来ず、戦争期もグレンダンと戦おうとする都市はほとんどない。他の都市からは「狂った都市」と呼ばれることもあるが、その環境のために武芸が発達しており、武芸の本場としても名高い。武芸の流派は数多あり、武芸者同士の試合も頻繁に行われている。また、「天剣授受者」と呼ばれる超絶的な実力を持った武芸者が最大で12人存在し、グレンダンの住人にとっては「グレンダンほど安全な都市はない」と言うのが共通認識となっている。ただし、汚染獣との戦闘を頻繁に繰り返しているため、都市の経済状況にあまり余裕は無い。
グレンダンが戦いを絶やさぬ理由は、いずれ来るイグナシスとの戦いに備え強力な武芸者を集めるためである。その武芸者たちの婚姻をコントロールすることでアイレインの因子を収束させ、彼のコピーを作り上げることが最終目的。王制の都市で、王は代々、三王家と呼ばれる3つの王家から選ばれる。三王家とは初代グレンダン王の血を引くアルモニス家、ユートノール家、ロンスマイア家の3つで、現王を擁する家は戴冠家と呼ばれる。強大な武芸者であった初代王の血筋を絶やさないように王家の婚姻はコントロールされ、王の結婚相手は三王家のいずれかか、そうでなければ天剣授受者の中から選ばれる。
前述のとおり目的はアイレインのコピーを作り上げることであり、アルシェイラ・アルモニスという能力面での完成形が誕生したことにより完成は近いと思われていたが、ヘルダー・ユートノールが一般人の女性と子供を作ったため、「茨の目」は武芸者ではないリーリンに受け継がれてしまった。王家の者はその血筋ゆえ生まれながらにしてオーロラ・フィールドへの感覚が鋭いため、狼面衆による「向う側」の戦いにも関わることができる。グレンダンは狼面衆から危険視されており、隙あらば王家の者や天剣授受者を暗殺しようと狙われている。
天剣授受者
王家に実力を認められ「天剣」を授けられた武芸者。天剣とは、グレンダン王家に秘蔵されている、アイレインの肋骨を基に汚染獣と戦うためだけに造られたあらゆる点において最高の性能を誇る白金錬金鋼のこと。全ての錬金鋼の特徴を兼ね備えており、使用者の望む形に変化することが可能。天剣授受者となった武芸者には、天剣とその称号を示すミドルネーム、様々な特権が与えられる。同時にグレンダンを汚染獣から守る義務を課され、他の武芸者では対処が難しい状況（主に老性体の襲撃）において出動し汚染獣を撃退する。
天剣授受者は基本的に単独での出動を命じられ、その上で汚染獣を撃退する。天剣授受者はそれほどの絶対的強者であり、ゆえに都市戦では1人しか出られない（誰が出るかはくじ引きで決められる）、それほどの実力を持つことが何よりも優先して要求される。そのため、天剣授受者は基本的に己の力を高めることに終始し、他者を教導する者はほとんどおらず、武芸者として品行方正な者は少ない。クララによると天剣授受者になる最低限の条件として「通常の錬金鋼では受け止めきれない剄量を持っている事」が必要であるらしく、その証拠に劇中でも元天険授受者のレイフォンが通常の錬金鋼を何度も自壊させたり、剄のコントロールに悪戦苦闘している場面が多々ある。
天剣の数が12個であることから、天剣授受者は最大で12人と定められている。12人揃うことに何か意味があるようで、王家は常に強力な武芸者を迎えようとしているが、天剣に見合う実力者は滅多に現れず、12人揃うことは稀である。本編開始当初、12人目であったレイフォンが追放された為、11人しかおらず、1つ空席となっていた。
14巻でデルボネとティグリスが死んだ為、9人になってしまった。デルボネの跡はエルスマウ(フェルマウス)が略式で引き継いだ後、正式に授受された。18巻で、ハイアがヴォルフシュテインを、クラリーベルがノイエランを継いだことで12人全てが揃った。
「天剣」の正体は「サヤを護る」というアイレインの意思が具現化した物で、人体の骨格の中でも最も鋭いとされる肋骨を模している。天剣が12個しか存在しないのもそのためである。
またアルシェイラによると、天険授受者と呼ばれる武芸者達はアイレインの因子の大基であるオーロラ粒子が体内で結晶化し、オーロラ粒子が無くとも通常通りに戦える武芸者を選出している模様。実際グレンダンの王宮の戦いでレヴァンティンと対峙した際、サヤの能力でオーロラ粒子を遮断した戦場を作り出しその中でアルシェイラ、リンテンス、レイフォンが戦いを繰り広げた。
サリンバン教導傭兵団
グレンダンで組織された傭兵団。自前の放浪バスで都市を渡り歩き、都市の防衛や武芸者の教導を請け負う。相当の実力者揃いで、多くの都市でその名を知られている。各都市のコミュニケーションが希薄な中でグレンダンが武芸の本場として名高いのは、サリンバン教導傭兵団の活躍によるところが大きく、天剣授受者の知名度はほかの都市では低い。元々はグレンダン出身の武芸者を中心に構成されていたが、長年グレンダンには帰っておらず、現在は放浪中に生まれた二世や立ち寄った都市で入団した武芸者が半分以上を占める。
本来の目的は廃貴族を見つけて捕らえ、グレンダンに持ち帰ること。傭兵団としての活動は普段生計を立てるための手段に過ぎず、廃貴族を手に入れるためならほかの都市を敵に回すような手段もとり得る。グレンダンが廃貴族を求める理由は、グレンダンが汚染獣が多発する地域に居続けていることと関係があるらしい。

### キーワード
リグザリオ機関
「仙鶯都市シュナイバル」と言う自律型移動都市の電子精霊には、新たな電子精霊を生み出す「リグザリオ機関」と言う人工子宮のような装置が取り付けられている。リグザリオ機関から生まれた新たな電子精霊は、成長すると自らの都市を求めて旅立つと言われている。シュナイバルには都市の意思となる電子精霊以外にも多くの電子精霊がおり、都市機能の安定に一役買っているが、金銭目的でそれらの電子精霊を略奪する者もいる。
ハトシアの実、バンアレン・デイ
牧畜産業を主体とする「森海都市エルパ」は都市の大部分が森林となっており、そこには野生化した多くの家畜が生息している。この森に生えている「ハトシアの実」と呼ばれる果実はわずかながら興奮作用を持ち、一度乾燥させてから特定の溶液で戻すと興奮作用が増す。その作用を利用して、剄脈に異常脈動を起こして剄の量を増すドーピングにも使える。エルパの森には、発情期にこの実を用いて交尾を行う獣もいる。
その興奮作用ゆえにエルパでは、ハトシアの実を使った料理は夫婦や婚約者同士でしか食べていけないものとされ、それが転じてプロポーズの意味を込めてハトシアの実の料理を出す風習がある。この風習が都市外に流れ出るうちに好意のある異性にお菓子を渡したり食事に誘う「バンアレン・デイ」と言うイベントに形を変え、ツェルニにも伝わっている。
ヴェルゼンハイム
強欲都市。元々は礫砂都市という名前だったが傭兵としてこの都市に現れたマスケイン一家によって強欲都市へと名を変える。名の由来は都市の移動範囲に多く存在する廃都市群から来ている。これはかつて自立型移動都市の外を開発しようとしていた者たちの名残である。マスケイン一家はその強欲に従って好き放題に振舞っていたが、廃都市群より発掘された亜空間増設機から出現したフェイスマンシステムによってヴェルゼンハイムの住民の全てが取り込まれ都市は崩壊した。電子精霊は廃貴族としてディックに宿っている。

## ストーリー構成
『鋼殻のレギオス』の本筋となる長編は、文庫本1巻から5巻までが第1部、6巻から14巻までが第2部に位置付けられており、文庫本のタイトルも5巻までと6巻以降で傾向が異なる。

### 第1部
物語は槍殻都市グレンダン最強の武芸者「天剣授受者」の1人であったレイフォンが故郷の都市を追放されるところから始まる。武芸を捨て、新たな道を探すために学園都市ツェルニの一般教養科に入学したレイフォンは、入学式で起きた騒動に係わったことで生徒会長カリアンに呼び出され、レイフォンの素性を知っていたカリアンにより武芸科への転科を余儀無くされる。レイフォンは当初、一般教養科に戻りたいがために手を抜くが、所属することになった自衛小隊「第17小隊」の隊長ニーナの強い意志に惹かれ、故郷の幼馴染リーリンの手紙に励まされ、新しい道を探す場所を守るために戦うことを決意する。また、レイフォンの入隊は第17小隊の面々にも少なからぬ影響を与え、第17小隊は徐々に団結し対抗試合で好成績を残していく。
2巻までは第17小隊が結束するまでを描き、3巻からはツェルニが唯一保有するセルニウム鉱山に現れた廃墟と化した都市の電子精霊「廃貴族」を中心に、第17小隊以外の小隊やグレンダンでの描写を交えて物語が展開する。廃都の探索を命じられた第17小隊と第5小隊、同時期にグレンダンで起きたリーリンが何者かに狙われる事件の双方を通じ、レイフォンがグレンダンを追放される切っ掛けとなった過去の過ちの全容が明らかとなる。その後、ツェルニでは廃貴族を求めるグレンダンの「サリンバン教導傭兵団」の来訪と同時に違法酒の密輸事件が発覚し、レイフォンと同じ流派に属する傭兵団の長ハイアの登場と、密輸事件の容疑者として第10小隊が浮かぶことで、レイフォンが抱える自らの流派の技に対する戒めと、第17小隊の狙撃手シャーニッドの過去が明らかになる。
やがてツェルニは廃貴族の力によって汚染獣の巣窟へと向かうように暴走し、暴走の原因を調べるために都市の機関部に向かったニーナは廃貴族に憑依され行方不明となる。一方グレンダンではリーリンが養父でありレイフォンの師である武芸者デルクから流派の後継者の証である錬金鋼を託され、レイフォンが抱える自戒を解消するためにレイフォンに渡して欲しいと頼まれる。これを受けてリーリンはツェルニへ向かうことを決意する。女王アルシェイラから廃貴族捕縛の命を受けた天剣授受者サヴァリスがリーリンと共にツェルニに向かうという展開で第1部を締めくくり、第2部へと続いていく。

### ア・デイ・フォウ・ユウ
第2部以降では、レギオスの世界のルーツについて語られていくことになるがそうした世界の成り立ちについての要素は短編の「ア・デイ・フォウ・ユウ」で初めて描かれた。バンアレン・デイのイベントの日にツェルニで起きた出来事をフェリ、レイフォン、ニーナの視点で描いた三連作の短編で、レイフォン視点の第2話では第5小隊の副隊長シャンテの体に隠された秘密が、ニーナ視点の第3話では狼面衆と対立する男ディックが初登場し狼面衆とディックとの対立の構図が描かれた。
時間軸としては文庫本4巻と5巻の間のエピソードであり、第2部以降はこのエピソードがあったものとして描かれている。しかし、第2部の開始時点ではこの短編は短編集に収録されておらず、『月刊ドラゴンマガジン』本誌未読の読者から長らく文庫本への収録が待たれていた（文庫本10巻に収録された）。特に第2部の1冊目に当たる文庫本6巻はこの短編を読んでいなければ分かりづらい内容になっており、作者の雨木シュウスケは公式解説本にて6巻を読む前に10巻に収録されているこの短編を読んで欲しいと語っている。

### 第2部
ツェルニ暴走の原因を調べるべく機関部へと向ったニーナは、そこで遭遇した廃貴族に憑依され、その力で学園都市マイアスへと飛ばされる。ツェルニへの道中、マイアスに滞在していたリーリンはニーナと出会い、2人は電子精霊と謎の集団「狼面衆」が係わる争いに巻き込まれる。一方、ツェルニでは連日汚染獣に襲われる日々が続き、レイフォンは行方知れずとなったニーナの安否に焦燥感を募らせる。やがてツェルニが突入した縄張りの長である汚染獣が現れ、その汚染獣によって、レイフォンは汚染された世界の真実の一端を垣間見る。マイアスでの事件が解決したことでニーナはツェルニへと帰還し、ツェルニの暴走は収まった。それと入れ替わるようにツェルニは戦争の時期に入り、近い距離にあったマイアスとの武芸大会が行われることになる。リーリンと共にマイアスに滞在していたサヴァリスは、武芸大会の戦闘に乗じてリーリンを連れてツェルニへと潜入する。無事レイフォンとの再会を果たしたリーリンは、短期留学生としてツェルニに留まることになる。
一度はリーリンが持ってきた錬金鋼の受け取りを拒否したレイフォンだが、ニーナやフェリの説得によってようやく受け取る。廃貴族回収のためにツェルニに来ていたサヴァリスは、狼面衆と協力して廃貴族を手に入れようとする。2度目の武芸大会中、ツェルニに汚染獣が現れレイフォンは苦戦しながらも老性体と戦っていたが、突如サヴァリスが戦闘に加わり、フェリの協力もあって辛勝する。そんな時ニーナは再びディックと狼面衆に接触する。一方で混乱状態のツェルニに対して槍殻都市グレンダンが迫っていた。

### 第3部
グレンダンでの戦いから数カ月が経過し学園都市ツェルニは激しい戦いの傷をようやく癒しつつあった。現生徒会長カリアン・ロスの懸念事項であった武芸大会も、3戦2勝1無効という成績で規定の数のセルニウム鉱山が無事に確保された。それから時が流れツェルニに卒業の季節が近づき、次期生徒会選挙が行われる。卒業し学園都市を去る者、新しい学年に進級する者と多くの人々が新しい季節にむけて動き出している中、グレンダンでの出来事を引き摺り続けているレイフォンは立ちすくみ前に踏み出す事が出来ず、ただ一人取り残されていた。そして新しい年が始まる前に起きたある戦い中で、レイフォンは『リーリンを失った』という事実をようやく受け入れその悲しみをフェリに吐露する。
しかし、平和な時間が過ぎていくその裏で静かに忍び寄る影。世界を破滅へと導こうとする者達と、世界の危機を察知し行動を起こそうとする者達。そして学園都市ツェルニはある理由から『世界の敵』として認識されてしまう。新年度に入ってから起きた様々な出来事やニーナの曽祖父であるジルドレイドとの邂逅からレイフォンはグレンダンでの戦いが終わっていない事に気付き、来たるべき戦いに備えて力を付けて自ら危機に立ち向かっていく事を決意。手がかりを得るためグレンダンの戦いでデネボラの『遺産』を託されていたフェリに『遺産』の解読を依頼する。一方でツェルニが『世界の敵』と認識される原因となったその理由＝ナノセルロイド・マザーⅠ・レヴァンティン。自身の任務を後回しにし目的である「人間の観察」を行なうためにヴァティ・レンと名乗りツェルニに潜伏し、レイフォンらと交流する。グレンダンとツェルニ、それぞれの時間が過ぎていく中フェリが『遺産』の解読に成功。レイフォンとフェリは世界の異変の手掛かりを得るため嘗て訪れた廃都市＝白炎都市メルニスクに旅立つ。時を同じくレヴァンティンも第一対象であったメイシェンから自身が望む『答え』を得る。そしてヴァティとして得た人間の感情に戸惑いながらも目的を果たすためにツェルニを去った。そして遂に12人の天剣授受者が揃ったその日、グレンダンに災厄が舞い降りた……

## 登場人物
声の項は特記無い限りアニメ版のもの。それ以外のものについては別途記載する。

### レイフォンとリーリン
赤ん坊の頃、メイファー・シュタット事件で汚染獣の襲撃を受けた宿泊施設の中に取り残されていたところを突入してきたデルクに保護され、彼が経営する孤児院に引き取られ家族同然に育ってきた。
レイフォン・アルセイフ
声 - 岡本信彦 / 下野紘（ラジオドラマ版・ドラマCD版）
本作の主人公。学園都市ツェルニの1年生。髪は茶色で目は藍色。槍殻都市グレンダンの孤児院出身。6歳の頃にデルクに才能を見い出され、個人的にも孤児院の資金を稼ぐ目的で武芸の道を志し、僅か10歳でグレンダンでの最年少記録を塗り替えて天剣授受者となった（それまではサヴァリスの13歳が最年少記録）。同時に、さらなる資金稼ぎのために天剣授受者の名を利用して違法の賭け試合に出場し始めるが、数年後、ガハルド・バレーンの告発によりそれが公になる。これにより女王から都市外追放を命じられ、孤児院の仲間達からは冷たい視線で見られるようになった。仲間に見離されたことから武芸へのやる気が失せ、武芸者でない生き方を見つけるためにツェルニの一般教養科へ入学するが入学式で新入生同士の諍いを止めた事と出自を知るカリアンによって武芸科へ転科させられ、第17小隊に入ることになる。武芸を捨てるつもりであったため当初は本気を出すことを躊躇っていたが、次第に小隊の仲間や友達の居るツェルニを守りたいと思うようになる。基本的にお人好しで心を許す者に対しては自分の身を顧みずに面倒を見たり世話を焼いたりするが自分が関わった相手以外には基本的に無関心で平然と見放すなど冷徹とも言える一面があり、レイフォン自身もそんな自分の人間性を「人間として歪」「何処か壊れている」という認識を持っている。またカリアンからはレイフォンの人間性について「目の前で関係の無いツェルニの学生が死に絶えても平然としているだろう」とされ、グレンダンでの一件から金に執着し金のためならどんな悪辣な行為も平然と行なう人間だと思われていた。そのためにレイフォンが普通科に入学してきた際に武芸科に転科させ小隊に入隊させた報酬として奨学金ランクを『D』から『A』にしている（『A』は実質的に授業料が全額免除）。しかし後にツェルニが暴走した際に共に調査に出た際にカリアンからは「思ったよりも純粋な人間」と評価を改められている。後のフェリとの会話でも「純粋すぎる」と言われており武芸者として超絶的な能力を持ちながら確固として戦う理由を持っていないと評されている。
自らの実力を客観的に把握しており、武芸に関しては高慢に見えるが、それ以外の面では優柔不断で押しが弱く、特に色恋沙汰に対しては非常に鈍感。普段からボンヤリとした表情をしていて、笑みを見せることも少なくフェリからは「何を考えているのか分からない」とまで言われている。グレンダンでもそれが顕著であり一部の武芸者達からは「自分の才能を鼻にかける高慢で嫌な奴」と思われていた。しかし実際はリーリンを始めとする一部の家族に頭が上がらず怒られたり、下のきょうだい達のおねだりに弱かったりなど武芸以外は何処にでも居る内気で対人関係が苦手な普通の少年であった模様。家族からはその性格を把握されておりツェルニに入学してからリーリンに当てた手紙に『友達が出来た』と虚偽の報告したが、一度見ただけで見破られている。孤児院育ちのため上の姉達から家事全般を仕込まれ普通に生活出来る程度の家事が出来る一方、幼少期から武芸者として戦っていたため学業面は芳しくなく学園都市の試験の際もリーリンの力を借りて何とか合格。「頭を使うよりも身体を動かした方が良い」を地で行っており後の試験の際にも赤点を取ってしまい、追試を受けている。その際に留学生として滞在していたリーリンから地獄の補習を受けボロボロになっている。その際に「リーリンは自分が出来る事は他人も出来ると思っている」という愚痴をフェリに零しているが、彼女からは武芸の面でレイフォン自身が普段から言っている事と心の中で突っ込まれている。武芸者にありがちな武芸を神聖視する姿勢はなく賭け試合に出場したことも間違っていたとは思っていない。が、武芸者として潔癖であった師デルクに対する裏切りであったとは感じており、それが戦い方に表れている。ツェルニでは都市の機関部を清掃する機関掃除のバイトをしている他、ナルキの頼みで都市警察の臨時出動員も兼任している。武芸者としては言うまでもなくツェルニ一の実力者であり、フェリからは「学園中の武芸者を呼ぶよりもレイフォン一人を呼べば事足りる」と言われている
本来は刀を用いた技・刀技の流派サイハーデン流の使い手。しかし天剣授受者になった際には天剣ヴォルフシュテインを剣の形状にしている。これは師への裏切りに対するけじめでありそれ以来刀と流派の刀技の使用を禁じ追放されるまで剣と鋼糸を使用し続けていた。ツェルニに来てからも剣を使用し続けていたが、キリクに見抜かれており、刀を渡されたが使用を拒否した。例外として禁を破って刀を使ったのは、ディンを止めるために「封心突」を使用しなければならなかった時とハイアにフェリを誘拐された時に刀の使用を強制された時のみ。後にリーリンがデルクから預かっていた錬金鋼を受け取り、周囲からの説得を受け再び刀を持っている。本来の技を封じてもなお凄まじい力を持ち、特に剄力は天剣授受者の中でも屈指のもの。人嫌いの天剣授受者リンテンスから唯一手解きを受けた鋼糸の使い手でもある。ただし、鋼糸による攻撃は学園都市での公式戦で使うにはあまりに強すぎる為、禁止されている。また、剄技の仕組みを使用者の剄の流れから理解して模倣する特技を持ち、天剣授受者達をはじめとする様々な剄技を習得している（無論、「使える」だけで授受者達には及ばない）。様々な剄技を扱えるためか、武器も剣や刀、鋼糸だけでなく薙刀や棍を「複合錬金鋼」で使用して戦っている。個人の実力はツェルニのほかの武芸者を遥かに凌ぐが、単独で戦うことに慣れているだけにチームで戦うのは苦手。現在は「青石錬金鋼」「複合錬金鋼」「簡易複合錬金鋼（シムアダマンダイト）」、そしてリーリンから受け取った「鋼鉄錬金鋼」を使用する。
天剣授受者時代の称号は「ヴォルフシュテイン」。鋼鉄錬金鋼がデルクとの戦いで破損した後、突如現れた天剣ヴォルフシュテインを再び使用している。デルクとの戦いの後、投擲したのちリーリンの手に戻る。長らく空席となっていたこの天剣は「クライング・オータム」でハイアが引き継ぐことになる。
武芸者として超絶的な能力（特に莫大な剄力）を持つのは、生まれた頃から都市を追放されるまでリーリンにより彼女を守護するために「茨の棘」を打ち込まれ続けたためである。
『スカーレット・オラトリオ』でリーリンに別れを告げられる際に、キスをされ突き放されたことで自分の中にあるリーリンを好きな気持ちにようやく気付いた。
15巻から始まる『ネクスト・ブルーム』ではリーリンに突き放されたことにより、茫然自失の状態となっていたがクラリーベルに連れられてツェルニに帰還する。その後暫くは無気力状態に陥っていたが時間が経つにつれて傷を癒しつつある。しかし武芸に対して一層やる気を無くしてしまいクラリーベルとの決闘では為す術もなく倒されてしまっている。籤引きで寮の居住権を失い、それまで住んでいた第一生徒寮を出て学園から遠く離れたアパートに引っ越す。理由も把握せぬまま、未だ癒えないリーリンとの別れの傷の痛みを繰り返させないために、ダルシェナの頼みを引き受ける。植物状態のディンを治療のために、彼の故郷に連れて帰る仕事を請け負った傭兵であるシャーニッドの父・エルラッドと対峙し互角以上の戦いを繰り広げるが、シャーニッドの制止で戦いを取りやめる。結局ディンは連れて行かれたものの、それを見送った際のシャーニッドの言葉から“リーリンを失った”という事実を受け入れ、その悲しみや弱音をフェリの前で吐き出した。
『スプリングバースト』では2年生に進級。いくらか吹っ切れたようで自身の弱点とも言える「膨大な剄力による錬金鋼の破損」を自分なりに解決しようと様々な方法を模索しており、ツェルニ入学当初から考えていた「排出した剄弾を爆発させずに錬金鋼に留まらせておく」という新しい剄技「連弾」を開発した（今持つ錬金鋼自体では耐え切れず、発動すると急激な劣化を起こし自壊してしまっていたが、後にハーレイとキリクの改良の結果ある程度耐えられるようになった）。また対抗試合ではクララに対して「連弾」を使用して圧勝している。正体不明の移動都市と供にやってきたニーナの大祖父・ジルドレイドと邂逅し彼との戦闘の中で「戦う運命にいない」「小手先だけが取り柄の若造」と揶揄され激昂し、何とか退けるが自分の全力を受け止める武器が手元に無いことを指摘された。この戦いの後、この世界に起きている異変の中に来るのを待つのではなく自分から飛び込むことへの決意を固める。
『サマー・ナイト・レイヴ』では模擬戦でニーナとクラリーベルと激突。天剣技「静一閃」などを披露するが拮抗する戦いとなり、二対一と言う不利も重なり、すんでの所で敗北してしまう。試合後メイシェンに告白されるが「現在の自分は成長したメイシェンに相応しくない」と考えて断った。デルボネの「遺産」の解析を終えたフェリから得た情報で、嘗て訪れた廃都市（デルボネの故郷）に向かうことを決意する。その廃都市、以前一度訪れた白炎都市メルニスクでその都市を支配していたレヴァンティンの分体である＜レヴB＞とハルペーの戦闘に遭遇。その超常の戦いを前に一度は逃走しようとするも、その先の戦いを見据え自身が最強であることを証明するために戦闘に介入。フェリを人質に取られはしたが＜レヴB＞を殲滅する。メルニスクでの戦いの中で自身が武芸者を志そうと決めた最初の気持ちを思い出している。＜レヴB＞本人とハルペーからヴァティの正体と目的を知ったレイフォンは世界を守るべく、ハルペーに乗りフェリと共にグレンダンへ向かう。
レヴァンティン戦ではリンテンスと共に最下層まで赴き、アルシェイラとレヴァンティンの戦いに乱入。リンテンスと共に鋼糸によってレヴァンティンを拘束し、撃破。レヴァンティンの撃破後、錬金鋼を全て失った際にサヤから天剣を渡されるも「自分は本来ここにいるべきではないから」、「（ドゥリンダナとの戦いの際に）捨てた物」として受け取りを拒否している。そしてグレンダンにいるシャーニッドから新しい「簡易複合錬金鋼」を受け取り、決戦に向かう。
最終決戦では電子精霊の捨て駒にされそうになったニーナを救う為にフェリらの援護を得て炎獣へ突撃。正体を現した炎獣＝ディックとニーナの戦いに割り込み、苦戦しつつもディクセリオを撃破した。
決戦後は女王曰く「天剣授受者にならなくていい、もういらないからやる」との事でツェルニへ戻る前にリーリンからこっそり天剣を渡されている。レイフォンもこれ以上拒否するのも大人気ないと思い、また、あれば便利なため結局使用している。
決戦後は半年ほどグレンダンで孤児院などの再建を手伝った後、ツェルニへの帰路に着く。が、その途中でアーティッシャとの諍いに巻き込まれ、ツェルニに着いたのは更に半年後。その二日後にアーティッシャをエルハルド・ゲートへ送る旅に出ることになってしまう。
しかしその直前、レイフォンにとってフェリこそがリーリン以上に苦楽を共にし、支え合った存在である事を改めて認め、彼女に「僕はフェリがいてくれた方が、もっと僕らしくなれるんだ」と告白。かつてフェリが自分に告げてくれた想いに応え、彼女と共にツェルニを去り、旅に出た。
新土暦14年。それまでの経緯は不明だが、天蜘都市アトラクタで「検索者（スレーグカーグ）」と戦っているニーナと再会し、再びニーナたちと戦いに赴くところで物語は幕を閉じる。
出自は不明であるが外伝である『聖戦のレギオス』において天蜘都市アトラクタで彼らしき赤ん坊が登場している。ある人物から「運命の円環から外れた存在」とされ「本人の意志で弱くも強くもなれる存在」とも言われている。母親と思われる人物から殺さそうになったがその場に居合わせたディックによって事なきを得ており、その経緯からグレンダンの出身でないと思われる。『ハイ・ブースター』では天蜘都市アトラクタでニーナと再会した際、既視感を覚える姿を見せている。
深遊作の漫画版では、サブキャラの立ち位置で主にツッコミ役兼ボケ役。たまに容赦が無い言動や笑えない言葉で周囲を震え上がらせたり、イメージの中でメイド服を着せられたりなどイジられている。ニーナが敵わなかった外部からの武芸者を圧倒的な実力で叩き伏せたり、十七小隊の入隊志望者に対して辛辣な評価をするなど武芸に対してはシビアな価値観を持っていることが強調されており、その事にニーナが苛立ちを見せるシーンがある。また、自分のやりたい事を見つける為に様々なバイトを掛け持ちして過労で倒れたことがある。
リーリン・マーフェス（ユートノール）
声 - 高橋美佳子
レイフォンと同じ孤児院で育った幼馴染。なかなかの美人でスタイルも良い。活発で社交的な性格。容姿は目鼻立ちがクッキリとし亜麻色の髪と緑色の瞳、髪型は肩までかかるストレートヘア。料理が得意で学校の成績もかなり優秀。レイフォンにただの幼馴染以上の感情を持っており、闇試合に出場していたことが発覚した後も変わらずレイフォンに接し続けた、グレンダンにおいては数少ないレイフォンの理解者。レイフォンがツェルニに行った後も頻繁に手紙のやり取りをしている。
レイフォンがグレンダンを離れた後、孤児院の経営に役立てるために上級学校で経済の勉強をしていた。しかし暫くしてから起きたガハルド・バレーンの襲撃事件を切っ掛けにデルクからサイハーデンの技を修めた証である錬金鋼を託さる。それをレイフォンに渡すために学校を休学しグレンダンに旅立つ。その途中で学園都市マイアスに滞在する事になるが、荷物の中にあった錬金鋼を咎められた事で軟禁されてしまう。そんな生活の中不思議な雰囲気を持つ少女・ニーナと出会う。そしてマイアスの電子精霊強奪の一件に巻き込まれてしまい、ニーナと共に解決に尽力することになる。解決後はニーナの事を忘れてしまっている。サヴァリスによってマイアスからグレンダンに送られ、そのまま別れる。ツェルニ到着後は戦争期の放浪バスの少なさから短期留学生（3年生）としてツェルニに留まることになる。そしてニーナが住む学生寮に入寮し、家事を一手に引き受けている。
到着してから数ヶ月間ツェルニで暮らしており、短編でも登場している。『ブラック・アラベスク』では右目に異変が起きた事を契機に、無数の顔に囲まれるなど様々な怪異に立て続けに巻き込まれてしまう。突然の異変に為す術もなく疲弊している中アルシェイラとリンテンスに連れられてグレンダンに戻る。その際にミンス・ユートノールの兄ヘルダーの娘、つまりユートノール家の正統な後継者であることが判明し、これまでの名を捨ててリーリン・ユートノールを名乗る。髪の色と容貌は母親とされているメイファー・シュタットの血が強いとされている。
見たものを眼球に変える右目を持つ。また、無意識のうちに「自分の守護者」たる人物を選び、茨の棘を打ちこみ剄力を分け与えることがある。この棘は自身にも打ち込むことができ、リーリンはそれによって天剣級の剄を扱うことが出来る。
『スカーレット・オラトリオ』では自身の能力に気付き、無意識とは言えレイフォンに力を与え彼の運命をねじ曲げてしまった事を深く後悔している。そのため何の関係も無い彼をこれ以上苦しませない事を決意、敢えて冷たい態度で接しレイフォンに対して表面上は決別したとも取れる言動で別れを告げている。
第3部では第1王位継承者となり、ユートノール家に住むことになる。第1王位継承者となるが感覚は庶民のままであるため、浪費癖のあるアルシェイラに注意を促している。そのためか王家の財政はかなり持ち直したらしい。『サマー・ナイト・レイヴ』では王家に不満を持つ武芸者を操る狼面衆の襲撃を受けてしまう。しかし、突如現れたエルミにより武芸者の一撃をそのまま返す能力を与えられ返り討ちにした。戦闘後エルミからレヴァンティンがツェルニに潜伏していることを知らされ、取り乱す様子を見せる。魔眼の影響かエルミの仕業かは不明であるが一般の武芸者では察知出来ない天険授受者の殺剄を感知出来るようになっている。
『ウィンター・フォール』では己の目的を果たしたレヴァンティンが襲来し、立ち向かった天剣達が打ち倒されていく中で「最後の切り札」としてグレンダン王宮の奥で待つ。アルシェイラとリンテンスがレヴァンティンに立ち向かう最中、レイフォンと再会。再び突き放そうとするが成長したレイフォンに押し切られてしまい、共に戦場に立つ。切り札である魔眼の力でレヴァンティンを無力化しそうとするが、対策を取られていたため無効化されてしまい錯乱する様子を見せレイフォンに宥められる。戦いの中、自分を「家族」と呼ぶレイフォンに対して、何らかの決着を付けている様を見せる。その後アイレインの導きでサヤの銃を取り出してレヴァンティンに止めを刺した。その後レギオス世界に降り立ったアイレインによって自身の中にある彼の因子を全て抜き取られ、「普通の人間」に戻った。決戦後は力の喪失を理由に王位継承権を放棄。屋敷も引き払って孤児院へ戻った。学生寮の再建後は寮へと戻り、ツェルニに戻るレイフォンを見送った。別れ際に自身のレイフォンに抱いた感情が何であるかを悟った模様。数年後、サイハーデン孤児院の経営者となる。力は喪失したはずだが、ディクセリオとの戦いで傷つき回復を図っているアイレインとサヤの潜伏先になっており、二人分の因子で以前よりも遥かに力を増している。また、その関係で新土暦以降の世界を維持しているのはリーリンという事になっている。
深遊作の漫画版では出番が一切無く、裏表紙でその事をネタにしている。

### 学園都市ツェルニの人物

#### 第17小隊
ツェルニで最も新しく結成された小隊。
レイフォン・アルセイフ
#レイフォンとリーリン参照。
ニーナ・アントーク
声 - 高垣彩陽 / 伊藤静（ラジオドラマ版・ドラマCD版）
第17小隊の隊長。武芸科3年生。綺麗な金髪をショートカットにした少女。仙鶯都市シュナイバルの武芸の名門アントーク家に生まれ、幼い頃から武芸の英才教育を受けてきた。外の世界を見たいと言う理由から学園都市行きを決意、父親の反対を押し切ってツェルニへと入学した。1年生の時に第14小隊に入隊したが、電子精霊ツェルニと出会ったことで都市を守りたい気持ちが強くなり、2年生の頃に第14小隊を脱退して自身で小隊を結成する。しかし、下級生が率いる小隊に入りたがる上級生は少なく、集めた隊員も協調性に欠け、人数不足やチームワークなど問題は山積みだった。そんな中、レイフォンを小隊に迎えたことが彼女と第17小隊にとって転機となる。当初は圧倒的な力と不安定な精神を持つレイフォンを「隊長として」気に掛けていたが、徐々にレイフォンに惹かれている自分を自覚していく。
気が強く頑固で生真面目な性格。また使命感や責任感が非常に強く、気負い過ぎて先走ってしまうこともある。この気質は周りの人間にも伝染していく事からシャーニッドに「ニーナ病」と名付けられた。女性らしさを感じさせない中性的な印象から、女生徒（特に下級生）に人気がある。実家は裕福だが、家出同然の格好でツェルニに入学したため仕送りは無く、生活費と学費を稼ぐために機関掃除のアルバイトをしている。料理は出来ない。幼い頃に大祖父から貰った「ミーテッシャ」と言う名前のパンダのぬいぐるみを大事にしており、それが無いと眠ることができない。また、そのぬいぐるみを食い千切られてボロボロにされた苦い思い出から、その元凶であるフェレットが大の苦手。学業面は文武両道を目指しているのか、中の上の成績を取っている。
「黒鋼錬金綱」の鉄鞭を2本同時に操る双鉄鞭の使い手。重量級の武器を自在に操るために体術を熟練させており、武器が生む慣性を流すようにして戦う。個人技では防御に長け、作戦立案の能力も高い。1年生の時点で小隊員に選ばれるなど武芸の才能は低くないが、レイフォンとの圧倒的な実力差からしばしば無力感に陥ることもある。レイフォンの入隊後、レイフォンから剄の基本技術や「金剛剄」「雷迅」など幾つかの剄技を教わる。過去に大怪我を負った際、シュナイバルの電子精霊に助けられたことがあり、それが切っ掛けで電子精霊に対する特別な感応を持つようになり、ツェルニの電子精霊に懐かれている。また、これが廃貴族である「メルニスク」に憑依される要因にもなる。武芸大会の最中狼面集と再び接触。「メルニスク」の力を暴走させられ自我を失ってしまうがディックの手により正気に戻る。一度はサヤの手で「メルニスク」を引き剥がされるが、目覚めたニルフィリアにより再び宿す事になる。激しい戦いの中で「メルニスク」の力を徐々にコントロールしていく。後にグレンダンに連れていかれ夢の世界で電子精霊達から世界の真実を知らされる。「メルニスク」の力を宿した彼女の剄力に通常の錬金鋼では耐えられなくなってしまい、3度現れ記憶を消そうとするディックとの戦いの中錬金鋼が破損するが、ツェルニに天剣と同様の錬金鋼を渡された。しかしその力はファルニールから齎されたツェルニの傷を癒す『力』であったため、窮地を脱した後に事実を知らされ深く後悔することになる。
第三部ではサミラヤ・ミルケを初め複数の次期生徒会長候補に次期武芸長に誘われるが、いずれも謝絶。また、リーリンとの別れの悲しみを引きずるレイフォンの身を案じつつ、クラリーベルの誘いでレイフォンのアパートに引っ越した。
その体質ゆえにレヴァンティンの存在や、ツェルニが世界の敵となった事を知るが、レヴァンティンとの圧倒的な力の差ゆえに何も出来ずにいた彼女の前に、謎の自律都市と共に大祖父であるジルドレイドが現れる。『サマー・ナイト・レイヴ』では模擬戦で14小隊に属するクラリーベルと組んでレイフォンと戦い、勝利した。レイフォンとフェリがメルニスクに行っている間にレヴァンティンの動きを察知し、電子精霊の導きでアーマドゥーンへ転移。そこでレヴァンティンとジルドレイドの戦いを目撃。ジルドレイドの死後、彼の4体の電子精霊を引き継ぎ、グレンダンへと転移。月の崩壊で現れた謎の敵と戦う。電子精霊を引き継いだ後は剄が赤く発光するようになったがこれは無駄な部分が発散されていたのであり使いこなすにつれ抑えられている。しかし、電子精霊から見ればニーナは世界を守る為の駒であり、必要とあれば自爆させるつもりであった。正体を現した炎獣＝ディックと戦う事を躊躇した事で戦意喪失とみなされ、自爆されかけるが、レイフォンの乱入によって阻止。雷迅の一撃でディックを撃破した。
決戦から一年後は第17小隊は第1小隊となり、ニーナはツェルニの武芸科長を務めるまでとなった。武芸科長になってからは左右で大きさの異なる鉄鞭を使用するようになった。
新土暦14年には軍に入り、様々な争いを調停して平和の維持者と尊敬される一方で恨みも買っている。自身に宿った廃貴族の影響のせいか、上位の武芸者「ハイ・ブースター」として他の武芸者と一線を画する力を持つ。レウやフェリとの会話からそれなりに年齢を重ねているようであるが、前線を引く気は無いらしい。レウとの会談を済ませた後、エーリと落ち合い、レイフォン達が戻ってくる情報を受け取り、天蜘都市アトラクタに単身赴く。そこでレイフォンとフェリと再会し、物語は幕を閉じている。
深遊作の漫画版では主人公を務めている。天然な部分が強調されているボケ役であり、騒動を巻き起こす事が多い。また理想を追求する余りに先走った行動に走ったり、レイフォンの辛辣な評価に反発したりなど未熟な部分を持っている。
フェリ・ロス
声 - 中原麻衣 / 釘宮理恵（ラジオドラマ版・ドラマCD版）
第17小隊の念威繰者。武芸科2年生。情報貿易に特化した流易都市サントブルグの出身で、情報売買を生業とする富豪の家に生まれた（突然変異型）。白銀の髪、銀の瞳、色素の抜けたような白い肌、怜悧な容貌を持つ小柄な少女。髪型は腰まで届くロングヘアで手入れをするのが大変らしい。ツェルニの生徒会長カリアン・ロスの妹で、彼女自身もツェルニの生徒に広く知られており、ファンクラブも存在する。念威繰者としての才能が極めて高く、幼い頃から念威繰者としての教育を受けてきたが、ある時から自分の将来が決められていることに嫌気が差し、自身の才能を嫌悪する様になった。念威繰者以外の将来を探るべくツェルニに入学。当初は普通科の学生であったがカリアンによって無理矢理武芸科に転科させられてしまったため兄を憎んでいる。が、生徒会長としての兄の立場は理解しているらしく、学生寮ではなくカリアンと同じマンションの部屋に住んでいる。当初小隊の訓練・試合に対して積極的ではなかったが、自分と同じ様に武芸の才能に恵まれながら別の生き方を模索するレイフォンに興味を持ち、好意を持つようになる。そして少しずつ自分の力をレイフォンのため、他人のために使うようになっていく。一年生の時に何故かミスコンに出場し「ミス・ツェルニ」に選ばれている。一部の学生からその容姿と高い学力から「ミス・パーフェクト」と密かに呼ばれており、ファンクラブもあるらしい。
無口で表情の変化に乏しく感情表現が苦手で、他人にあまり興味を抱かず1人でいることに特に苦痛を感じないことと相俟って友人は少ない。生来の性格と念威操者の常からか、感情表現がかなり乏しく苦手。その代わりに、怒りを感じた相手のスネを蹴飛ばすことがある（特にアニメ版では兄・カリアンの脛の骨を蹴り折った）。実家が裕福で仕送りが充分なためバイトはしていない。念威繰者の例に漏れず記憶力に優れ学力は非常に優秀で、少し本気でやれば数万の生徒の中で一位も取れる。それ以外にこれといった特技は無く、特に料理は恐ろしく下手。レイフォンへの好意から彼に「まとめられていて嫌」という理由で「先輩」と呼ばれることを嫌い、2人きりの時は自分の事を「フェリ」と呼ばせ、レイフォンに対しては「フォンフォン」と言う珍獣のようなあだ名をつけて呼ぶ。またメイシェンやリーリンら、レイフォンを取り巻く様々な女性を敵視しており、少々嫉妬深い。ただし自身に関しては奥手あるいは臆病な部分を持っており現在の関係が壊れてしまう事を恐れている節があり遠回しなアプローチしか出来ておらず、スルーなどされると一人で憂鬱になるなど恋愛面に関して歳相応の一面を持っている。
「重晶錬金綱」の杖に付いた花弁のような形状の念威端子を操り後方支援を行う。この念威端子を都市外に飛ばして誰もいない世界を知覚することは彼女の密かな趣味でもある。その念威は無意識の流出で長髪全体が光り輝くほど膨大な量で、都市から1日以上離れた場所にも念威が届き、念威端子無しでもある程度索敵などを行える。
その能力は天剣授受者のデルボネに「才能だけで言えばグレンダンにいる全ての念威操者より優れている」と高く評価されており、14巻でデルボネの戦場での経験のデータを託される。念威繰者としてはデルボネに認められるほどだが、汚染獣との戦闘では経験が不足している部分がありその部分を指摘されている。
第3部ではこれまで経験した戦いにより念威繰者としての自分に対しては嫌悪感が薄れ、鍛錬を怠らないことを決めているが小隊を脱退し元居た一般教養科に転科する決意を固めていた。が、グレンダンでの危機がいまだ続いておりそれに関する手がかりがデルボネの遺したデータにあるのではと考え、レイフォンの頼みもあって一般教養科に戻るのを辞め武芸科に留まってデータの解析に専念している。またカリアンの卒業に端を発したクラリーベルやメイシェン達への対抗意識から、それまで住んでいたマンションを引き払い、レイフォンの住むビルに転居した。『サマー・ナイト・レイヴ』では序盤でレイフォンに部屋の片付けをさせ、デルボネの「遺産」に挑む。集中して挑んだためか疲労で入院したが「遺産」自体の解読には成功。嘗て訪れた廃都市メルニスクがデルボネの故郷であることをレイフォンに伝えた。そのメルニスクで敵の正体と目的を知り、レイフォンと共にグレンダンへと向かう。レヴァンティンの撃破後、レイフォンとリーリンの前でレイフォンへの想いを告白するが、返事は戦闘後まで保留していた。
決戦後は結局小隊に残ってレイフォンの帰りを待っていたが、いざ帰ってきたレイフォンは相変わらず騒動に巻き込まれていた為、レイフォンへの想いを諦めようとした。だが、旅立ちの直前にレイフォンから告白された事で晴れて両想いとなり、新たな旅に出るレイフォンに同行する形でツェルニを去った。
本編から数年後の新土歴14年、天蜘都市アトラクタでレイフォンとともにニーナと再会。学生時代と変わらぬ容姿をしているが、学生時代よりも饒舌になっておりニーナをやり込めている。
深遊作の漫画版ではニーナが主役であるためか基本的な部分は本編と変化が無くツッコミ役だが、とあるエピソードで17小隊で面倒を見る事になった迷いフェレットに「ブリリアントエクスカリバー」と名付けるなど何処と無くズレた感性を持っている。ニーナが「隊の人気を上げたい」と14小隊隊長のシンに頼まれ、協力を依頼された際には小隊員達に突き刺さる評価を下した上、面白半分で様々な格好をさせて楽しんでいる（後に正式採用されており、面白半分だった本人は絶句しており他人のフリをするほど）。
シャーニッド・エリプトン
声 - 谷山紀章 / 小野大輔（ラジオドラマ版・ドラマCD版）
第17小隊の狙撃手を務める武芸科の4年生。長身と後ろでまとめた長髪が特徴の青年。第10小隊の現隊長ディン、副隊長のダルシェナとは1年の頃からの仲間で、以前は3人でツェルニを守る誓いを立てて共に第10小隊に所属していた。しかし、その誓いの下で戦うことに無理を感じるようになり、昨年の中頃に第10小隊を脱退した。その後ニーナの誘いを受け、3人一緒に居るのとは別の形でツェルニを守る誓いを果たすために第17小隊に移籍した。
普段の言動は不真面目で、授業をサボったり小隊の訓練に遅れてくることもしばしばあり、常々ニーナから叱咤を受けながらも意に介さず飄々としているが、実際は他人と居ると練習しにくいためで普段は1人で訓練を行っている。そのため周囲からは協調性が欠けていると言われることもあるが、対抗試合などでは自らの役割を忠実にこなし、時折冷静な言動を見せ、不器用なメンバーの多い第17小隊の潤滑油、緩衝材的な存在ともなっている。女好きな軽い性格を装っているが以前はダルシェナに好意を抱いていて、本人によると現在はニーナに好意を持っているようである。軽く飄々とした性格は自分の本心を他人に晒すことへの抵抗感があるためで、腹を割って本音を言い合う事が少ない。幼少期から父親に連れられて各都市を巡って旅をしており、故郷というものを知らない。
外力系衝剄による銃撃と殺剄が得意で、狙撃手としての腕前はツェルニでもトップクラス。また、拳銃を使った格闘術「銃衝術」の使い手でもあり、「軽金錬金綱」のライフルと黒綱錬金綱のごつい拳銃2丁を使い分ける。
連れ去られたニーナを助けるためにレイフォンとフェリと共にグレンダンに潜入。緊急時の逃走用に傭兵である父親・エルラッドから剄脈を加速する技「倍力法」なるものを伝授されている。この能力はレイフォンに使わない方がいいとの指摘を受けている。
第3部では、植物状態であるディンを故郷である彩薬都市ケルニスへ連れ帰る依頼を受けたエルラッドがツェルニにやって来る。ディンの家庭の事情を知るシャーニッドとダルシェナは、複雑な心境の中ケジメをつける為にエルラッドと対峙。二人かかりでもまるで歯が立たず、最終的にディンは連れて行かれたものの、その結果を受け入れた。『サマー・ナイト・レイヴ』ではメイシェンに告白されて動揺していたレイフォンを彼なりの方法で慰めた。レイフォンがグレンダンでレヴァンティンを撃破した後、錬金綱を全て失ったレイフォンに新たな簡易型複合錬金鋼を届けた。
本編から数年後のグレンダンにクララの依頼で訪れており、仕事後に何らかの報酬を受け取っている。ダルシェナに関わる依頼らしいが、詳しくは不明。また、自身の発言から浮気癖がついた模様。
深遊作の漫画版では力み過ぎるニーナに対してアドバイスを送るなど、フェリと同じく本編と余り差が無い。ただし練習をサボるために逃走したり、周囲を引っ掻き回すなどトラブルメーカー的な部分を持っている。とあるエピソードでハーレイにゴム弾を当てて気絶させた事がある。
ハーレイ・サットン
声 - 阪口大助 / 喜安浩平（ラジオドラマ版・ドラマCD版）
第17小隊の錬金鋼の整備を担当する錬金科の3年生。仙鶯都市シュナイバルの錬金鋼技師の家系の出身で、ニーナの幼馴染。こだわるところにはとことんこだわるがそれ以外は気にしない性格。武器の調整と個人への最適化を中心に研究を行っている。他に同じ研究室の技師と共に新素材の開発も行っており、同じ班の技師キリクと共に開発した複数の錬金鋼の長所を併せ持った武器を復元できる「複合錬金鋼」は、レイフォンが汚染獣と戦う際の主力武器となる。第三部では新しい戦い方を模索するレイフォンのために錬金鋼の新しい回路を開発している。「クライング・オータム」でメルニスクに旅立つレイフォンに対して「痛むのなら向き合って痛む理由を考えた方がいい」とリーリンの事で悩んでいる彼に対してアドバイスをした。最終決戦では無数の「簡易複合錬金鋼」を渡してレイフォンを支援した。
深遊作の漫画版では本編以上に不遇の扱いであり、作中では色々と悲惨な目に合う事が多い（おまけ漫画でハブられる・授業で教師のミスを指摘しようとしたらシャーニッドに顎にゴム弾を当てられ気絶・雑誌の特集で一人だけハブられるetc）とあるエピソードで本編では描かれていない制服姿を見る事が出来る。
ナルキ・ゲルニ
#レイフォンのクラスメイト参照。
ダルシェナ・シェ・マテルナ
#ディンとダルシェナ参照。

#### レイフォンのクラスメイト
レイフォンのクラスメイトの中で、特にレイフォンと親しい3人の女子。3人とも放浪バスの拠点となる「交通都市ヨルテム」の出身で、幼馴染の間柄。3人の内の1人、メイシェンが入学式で起きた騒動でレイフォンに助けられたことを切っ掛けに、レイフォンと親しくなる。
メイシェン・トリンデン
声 - 大亀あすか / 後藤沙緒里（ドラマCD版）
一般教養科の1年生。愛称は「メイ」「メイっち」。スタイルの良い小柄な少女。人見知りで引っ込み思案、極度の赤面症でいつも泣きそうな表情をしており、男子とはクラスメイトでもまともに会話ができない。菓子職人が将来の夢で、料理とお菓子作りが得意。入学式で武芸科の新入生が騒動を起こしたときに助けられたことからレイフォンに好意を抱いているが、その性格が災いしてなかなか気持ちを表せずにいる。自分の部屋に誤配されてきたレイフォン宛のリーリンの手紙を読んでしまい、以降顔も知らないリーリンに嫉妬すると共に、自分の心の奥底にある陰湿な部分に気付かされ、たびたび自己嫌悪に陥る。いつもレイフォンのために昼食を作ってきているが、鈍感なレイフォンにはその好意がうまく伝わっていない。異性と会話することが苦手であったが、バイトを続けている内にある程度克服された模様でクラスメイトの男子とも普通に会話を行えている。
当初はナルキ、ミィフィと三人で同じ部屋で暮らしていたが、第三部でレイフォンの住むビルに一人で転居。念願だったケーキ屋をオープンさせた。なお、店ではメイシェンに目を付けたヴァティ・レン（ナノセルロイド・マザーI・レヴァンティン）がアルバイトをしている。『サマー・ナイト・レイヴ』では長い間胸に秘めていた想いをレイフォンに告白するが、彼に「今の自分はメイシェンに相応しくない」と断られる。しかし、最後には「自分が好きになった格好良いレイフォンでいて欲しい」と笑顔で告げてその結果を受け入れた。『クライング・オータム』ではヴァティに自身の身の上を語られて若干混乱する素振りを見せるが、それでも戸惑う彼女を優しく受け止める。
ナルキ・ゲルニ
声 - 大浦冬華 / 甲斐田裕子（ドラマCD版）
武芸科の1年生。愛称は「ナッキ」。色黒で長身の少女。面倒見の良い姉御肌で、正義感が強く生真面目な性格。将来の夢は警察官で都市警察に所属しているが、ニーナに素質を見込まれ、第17小隊の人数不足解消のために勧誘され、違法酒にまつわる事件を機に第17小隊にも所属することになる。
外力系衝剄が苦手な分、内力系活剄に秀でており、運動能力は1年生の中でも群を抜いている。また、父直伝の取り縄による捕縛術が得意。1年生は半年間錬金鋼の携帯は許可されないが、都市警察に所属しているため警棒の錬金鋼の携帯が許可されている。第17小隊入隊後は都市警察のものと同型の打棒と、黒鋼錬金鋼の取り縄（鎖）を武器にしている。そもそも入隊後の成長を期待して小隊に勧誘されたため、入隊当時は他の小隊員ほどの実力は無かったが、ゴルネオに化錬剄を習うなどして徐々に力を付けていく。しかし、グレンダンでの一件の後、都市警の仕事に専念するという理由から17小隊を辞めた。
ミィフィ・ロッテン
声 - 仙台エリ / 新谷良子（ドラマCD版）
一般教養科の1年生。愛称は「ミィ」。金髪のツインテールが特徴的な少女。好奇心旺盛な何でも知りたがる性格で、色々な情報を集めている情報通。新聞記者になるのが夢で、「週刊ルックン」と言う雑誌の編集部でアルバイトをしているが、仕事には意欲的な反面学業をおろそかにしがち。何故かレイフォンのバイトのシフトも知っている。趣味はマップ作りとカラオケ。ナルキ・メイシェンともどもレイフォンのことを「レイとん」と呼ぶが、その命名者は彼女。
なお、過去にとある事件でサリンバン教導傭兵団のハイア（この時はハリーという偽名を名乗っていた）と会合したことがあり、彼に一杯くわせた事がある。この為、「ヨルテムから姿を消した方が良いかもしれない」と考え、メイシェンやナルキと共にツェルニに進学した。
卒業後は「ワールド・タイムズ」の記者となり、グレンダンでの王位継承決定戦の取材に成功している。

#### 武芸科
上記以外で武芸科に所属する生徒たち。
ヴァンゼ・ハルデイ
声 - 上田燿司
ツェルニの武芸長を務める6年生。第1小隊の隊長でもある。無精髭を生やした色黒の巨漢で、大型の棍を用いて戦う。力だけでなく、技術、精神、作戦にいたるまで隙が無く、彼と彼の小隊は安定した強さを持つことで知られる。
第三部でツェルニを卒業し、カリアンと共にツェルニを去った。
ゴルネオ・ルッケンス
声 - 飯島肇
第5小隊の隊長。武芸科5年生。愛嬌のある顔に厳しい表情を貼り付けた巨漢。グレンダンの名門ルッケンス家の出身で、現天剣授受者サヴァリスの弟。天才肌の兄サヴァリスに苦手意識を持ち、その分同門の武芸者ガハルドを兄貴分として慕っていたため、ガハルドを再起不能に追いやったレイフォンに敵意を持っている。手足を防護する「紅玉錬金鋼」の手甲と脚甲を用いた格闘術を主体とする化練剄の使い手。兄には遠くおよばないもののツェルニの中ではトップクラスの実力の持ち主で、化錬剄による剄の変化も多彩。その後レイフォンに対しては助けられたことと彼の人間性を目の当たりにしたことで、幾らか敵意が薄れたようで以前のように露骨に敵意を剥き出しにすることは無くなり、ナルキに化錬剄の指導を依頼された際には交換条件としてシャンテに勁のコントロールを指導するように頼んでいる。武芸大会でも副将のようなポジションや突撃部隊の要員など、重要な役割を担う。
グレンダンとの接触後、突如グレンダンに飛び出したシャンテを追って帰郷した際、ガハルドが起こした事件の真相やガハルドが事前にレイフォンを脅迫していた事実を知る事となる。また、サヴァリスの手にかかって死亡し共同墓地に葬られたガハルドの墓参りを行った際に彼の墓前に立ち「貴方は兄に引き摺られすぎた」と自身の心境を吐露した。
第3部では当選したサミラヤの発足した次期生徒会の武芸科長に就任した。
ツェルニ卒業と共にグレンダンに戻り、レヴァンティンとの決戦で戦死した兄の後を継ぐ形でルッケンス家を継ぎ、ルッケンス道場の師範代となる。また、シャンテと結婚して一児の父となるが、お転婆すぎる妻と娘に振り回され苦労する姿が描かれた。
シャンテ・ライテ
声 - 小清水亜美
第5小隊の副隊長。武芸科の5年生だが、年齢と比較するとかなり小柄で童顔。森海都市エルパの森林の奥深くで肉食獣に育てられたいわゆる狼少女で、引き取られた施設から半ば放逐されるような形でツェルニへ入学した。現在も野性味溢れる荒い気性の持ち主。ツェルニに来て初めて自分を打ち負かしたゴルネオを気に入り、普段はいつも彼の肩の上に乗っており、隠す気も無くゴルネオが好き。レイフォンをゴルネオの敵と認識し、ゴルネオ以上に敵意を剥き出しにしている（同時に自分を「サル」呼ばわりするフェリも嫌っている）。ゴルネオに教えられた化錬剄の使い手で、紅玉錬金鋼の槍を用い、剄を炎に変えて放つ外力系の化錬剄を得意とする。ゴルネオと彼女の連携攻撃は第5小隊の要であり、2人合わせて「理性のゴルネオ、本能のシャンテ」と呼ばれる。
なぜか発情期にハトシアの実を欲すると言う、育ての親であった獣の習性が染み付いている。また、普段は剄脈と肉体的成長が抑制されている状態にあり、ハトシアの実の興奮作用を用いると一時的にその抑制が外れる特異体質を持つ。彼女が年齢にそぐわない小柄な体格なのはそのためであり、抑制が外れた彼女はゴルネオと肩を並べるほどの長身とグラマラスな体型になる。
その正体はニルフィリアを殺すために狼面衆が作り上げた火神と呼ばれる兵器で、エルパに置いていったのはディック。その炎はオーロラ粒子を燃料としている。シャンテと火神で姿が変わるのはゼロ領域と自立型移動都市世界に姿が分かれているからである。ヴェルゼンハイムに己を取り込ませ、内部からエネルギーを吸収することで完成した。その後ディックによりヴェルゼンハイムを奪還された際、火神の力はディックの中のヴェルゼンハイムによって吸い取られた。
第3部では昏睡状態になりツェルニの病院に入院している。『サマー・ナイト・レイヴ』では意識を回復。ディックによって火神から分離させられた影響からか肉体の成長が始まっており、以前の小柄な容姿から歳相応の姿に変わっていった。
卒業後はゴルネオと共にグレンダンに移住し、彼と結婚。娘・サテラを出産するが、お転婆過ぎる性格が治ることはなく、成長した娘と共に夫を振り回す日々を送る。
ディンとダルシェナ
第10小隊の隊長と副隊長。共に武芸科の4年生。シャーニッドを含めた3人に目をかけてくれていた先代の第10小隊隊長の意思を継いで第10小隊に入隊し、ツェルニを守る「誓い」を立てたが、その誓いはシャーニッドがダルシェナを、ダルシェナがディンを、ディンが卒業した先代隊長を、それぞれの一方通行の好意から来る誠実とは言い難いものだった。それに気付いたシャーニッドは、遠くない内に無理が出ると感じて第10小隊を脱退したが、シャーニッドは多くを語らずに脱退を表明したため、2人はシャーニッドに裏切られたと感じ、怒りと戸惑いを抱いている。
ディン・ディー
声 - 鳥海浩輔
スキンヘッド（自分で剃っているとの事）の青年。現生徒会長であるカリアンにも認められた卓越した頭脳の持ち主。戦闘ではワイヤーを使った変幻自在の戦法で、ダルシェナの突撃を後方から援護する。卒業した先代の第10小隊隊長に好意を抱いており、彼女の意志を継ぎツェルニを守ろうと決意するが、なかなか武芸の才能が伸びないことへの悩みとツェルニを守りたい思いが高じ、シャーニッドの脱退後に剄脈を異常脈動させて剄の量を増す違法酒「ディジー」に手を出してしまう。その後、違法酒の騒動の中で黄金の雄山羊に憑依され、その影響で意識不明となり、カリアンに隊の維持が不可能と判断され第10小隊は解散になる。故郷である彩薬都市ケルネスと都市の中でも上流階級に入る実家を嫌って家を出る形でツェルニにやって来たことが15巻で語られる。
ツェルニの医学では彼を回復させることが出来ず未だに植物状態が続いていた。新しい季節に入る前に彼の実家から依頼を受けたシャーニッドの父・エルラッドによってケルネスへ連れ帰られた。
ダルシェナ・シェ・マテルナ
声 - 鹿野優以
長い金髪を縦ロールにした凛とした美人。法輪都市イアハイムと言う都市の市長の娘。ディンとシャーニッドからはシェーナと呼ばれている。「白金錬金鋼」の突撃槍と脚力を強化する「旋剄（せんけい）」による突撃を得意とするほか、槍に仕込んだ細剣で戦うこともある。以前の第10小隊は、ダルシェナの突撃をディンとシャーニッドが援護する連携で、全小隊トップクラスの攻撃力を実現していた。
ディンに好意を抱きながら、誓いが崩れることを恐れてその気持ちを押さえつけてきたが、違法酒騒動の中でディンと決別し、第10小隊を脱退したシャーニッドの真意を知り、第10小隊の解散後、シャーニッドの誘いを受けて第17小隊に入隊する。
第3部で植物状態であるディーを彼の実家から連れ帰る依頼を受けたツェルニに来訪したエルラッドに反発。理屈では理解していたが、納得出来ずディンを連れていかせないために恥を偲んでレイフォンに協力を仰ぐ。ディンを連れて出発しようとしたエルラッドをレイフォンと共に強襲し、シャーニッドと交戦する。一旦戦闘を止めエルラッドと賭けをしたシャーニッドに続く形で勝負に挑むが、彼に本気を出させる事すら叶わず為す術も無く敗北。ディンを乗せた放浪バスを見送った。
グレンダンでの決戦後、シャーニッドとの仲が進展した模様。

#### 武芸科以外の学科
上記以外で武芸科以外の学科に所属する生徒たち。
カリアン・ロス
声 - 子安武人 / 平川大輔（ドラマCD版）
ツェルニの13代目生徒会長。司法研究科の6年生。フェリの兄で、銀色の長髪と銀眼、白い肌をしているが、フェリとは対照的に常に愛想笑いを浮かべている美青年。ツェルニに対する愛情が強く、生徒会長に立候補したのも自分の力でツェルニを守るため。ツェルニに来る途中にグレンダンに立ち寄ったためレイフォンの素性を知っており、次の武芸大会で後が無いツェルニの現状を打破するためにフェリやレイフォンを武芸科に転科させ小隊へ入隊させた。そのためフェリに恨まれているが、彼なりにフェリに対する愛情は持っている（アニメ11話でそれは見られる）。また、都市の最高責任者として都市の存続を第一に考える冷徹さと狡猾さを持つ一方、教育機関の最高責任者として生徒を守ること、自立を促すことも忘れない。完璧に見えるが実は超絶的な音痴であり、生徒会の有志で結成されたバンドでボーカルを務めた際には聞いていた観客や演奏メンバーが気絶してしまった。
15巻では生徒会長の任期を終了し、「ツェルニを護る」という責任感から解放されたためか演技でなく素の表情をフェリの前で見せるようになる。ツェルニで生徒会長を務めた事で為政者としての手腕が磨かれ人心掌握術なども学んだらしいが人の心情については苦手らしい。本来は妹思いで迷う他者を気に掛けるなどの温厚な性格を持つ好青年だが、必要とあらば葛藤を見せずに冷徹な一手も打ち、自身が悪役になることも厭わない。妹に対して自身が感じ取ったレイフォンの人間性と危うさを説き色々なアドバイスを行い、残された平穏な時間を過ごしつつツェルニを無事に卒業。グレンダンでの戦いの中で起きたある出来事と向き合うため、卒業後は故郷に戻らずハイアとミュンファに護衛を依頼し自前の放浪バスで「世界平和」の為に新たな旅路に付く。第三部では世界が未曾有の危機に陥っていることへの自覚を促すために、ツェルニとグレンダンでの出来事を記録した映像データを上映しながら様々な都市を廻っている。その危機の目前にハイアと共にグレンダンへ行き、策を弄して短期間でハイアを天剣授受者に仕立て上げた。その際にリーリンと再会し言葉を交わした。その後は荒野を開拓するロス開拓団を結成し、新土暦以降の大地の開拓をおおいに進めた。
フォーメッド・ガレン
養殖科の4年生で、都市警察強行警備課課長。背は低いががっちりした体格。都市警察におけるナルキの上司であり、都市内の密輸や情報の窃盗などを取り締まっている。養殖科の研究室と都市警察を行き来する生活を送る仕事人間。使えるものは遠慮なく使い利益に対するこだわりは隠さないなど、ある意味開けっ広げで都合の良い性格だが、節操が無いわけでも金に意地汚いわけでもない。私情を挟まず、冷静に物事を見極める思慮深い性格。お金へのこだわりを隠さないところや犯人から没収した物資やお金が元の所有者に返せないならば販売して都市警察の予算にあてることを当然とする遠慮のない発言はナルキにとって悪印象であったが、レイフォンにとっては確固たる信念をもった人物であると好印象であった。ナルキが17小隊に入隊したのは彼が告げたレイフォンの人間性が気になったことが含まれている。
キリク・セロン
ハーレイと同じ研究室で錬金鋼の開発を行う、錬金科の研究者。車椅子に乗った美貌の青年。複合錬金鋼の基本理論の構築者で、ニーナの鉄鞭もキリクが製作したもの。技師として高い技術と観察眼を持つが、人嫌いで口が悪い。以前は武芸者であったが事故により剄脈に異常をきたして戦えなくなり、その事に悔しさを感じている。そのため高い実力を持ちながら、自身の本領である刀を握ろうとしないレイフォンに苛立ちを募らせる。第三部ではハーレイと共に新しい剄の運用方法を模索するレイフォンの希望に応じて新しい錬金鋼の開発を行なっている。
サラミヤ・ミルケ
『ネクスト・ブルーム』から登場。次期生徒会長選挙の立候補者の一人。小柄な身長と二十歳に見えない童顔で、長い髪をツインテールにしているため余計に子どもに見える。真面目かつ素直な性格で、その言葉には説得力がある。しかし、ひとつの物事にのめり込むと後さき考えずに突っ走る猪突猛進な一面を持っている。選挙期間中にグレンダンでの出来事を引きずり続けているレイフォンと遭遇。落ち込む彼に年上として的確な助言を贈る。第三部では卒業したカリアンの後を継いで生徒会長に当選。グレンダン決戦では自分の学園都市への想いを演説して戦場の武芸者を鼓舞。生徒会長としての器を示した。

### グレンダン三王家
アルシェイラ・アルモニス（シノーラ・アレイスラ）
声 - 渡辺明乃
天剣授受者への命令権と執政権を持つグレンダンの女王。黒髪、長身のグラマラスな女性。王家史上最強の使い手と言われ、同時に複数の天剣授受者をも軽くねじ伏せる圧倒的な剄の使い手。外見は19歳前後だが、膨大な活剄によって何年も前から同じ外見を保っており、実年齢は定かではない。あらゆる物事に動じず、むしろ波乱を楽しむような胆力の持ち主だが、それゆえか女王としての役割を演じる日々に退屈を感じており、たびたび執政権をカナリスに預け偽名を名乗り上級学校の院に通っている。武芸者の原型となったある男の血統にあたり、その因子を三王家で婚姻を重ねたことより人為的に生み出された天剣授受者を遥かに超える剄の持ち主。その剄の保有量は普通の錬金鋼では爆発を通り越して蒸発させてしまい、天剣であっても受け止めることが出来ず、全力の攻撃を放つ際はグレンダンに「使い捨ての天剣」を作成させて使用している。
学校では「シノーラ・アレイスラ」と言う偽名を名乗り、学院の研究所に所属している。リーリンを非常に気に入っており、ワザとなのか地の性格なのかたびたび奇妙なちょっかいを掛けている。しかし、たまに相談に乗ることもあり、リーリンにとっては悩みの種であると同時に良き相談相手でもある。フェリと会った時には「巨乳でない事が許される女」と称してフェリにも奇妙なちょっかいをかけている。自身が来るべき戦いに備えて生み出された存在である事を自覚しているが、戦いが終われば用済みになり役目が無くなる事も自覚している。
決戦から数年後、一児の母親となる（父親が誰かは明かされなかった）のだが、相変わらずの奔放さで息子からは母親扱いしてもらえず、それ故にリーリンの施設に頼んでいる為、相変わらず頭が上がらない。
また、「天剣授受者にならなくていい、もう（天剣は）いらないからやる」とリーリンを介してレイフォンへ天剣ヴォルフシュテインを密かに譲渡していた。
ミンス・ユートノール
グレンダン三王家の1つ、ユートノール家の現当主で、レイフォンが都市外退去を命じられる間接的な原因を作った影の黒幕的な人物。アルシェイラの婚約者であった兄ヘルダー・ユートノールが一般人女性と駆け落ちし、父母も死んでしまったことで、ユートノール家は（後にリーリンが現れるまで）彼のみとなった。以後、ユートノール家の立場を回復するために最後の天剣授受者になることを目指すが、ユートノール家最後の1人と言う境遇から甘やかされて育ち、公式試合や汚染獣との戦闘にほとんど出なかったため、天剣授受者を決める試合への出場権が与えられないままにレイフォンが最後の天剣授受者となる。それが兄に捨てられたアルシェイラがユートノール家を恨み、衰退、破滅に追いやるために企てた陰謀であると勝手に邪推し、サヴァリス、カナリス、カルヴァーンら3人の天剣授受者を味方につけアルシェイラの暗殺を画策したが失敗に終わる。
しかし、グレンダンの財政状況からユートノール家を潰すわけにいかず、アルシェイラの提案で勝てば天剣を授与、負ければ王宮庭園の修繕費と汚染獣の撤去費の請求を賭けてレイフォンと罰ゲームをする羽目になるが、レイフォンが先制で投げた小石の一撃によっていとも容易く倒され、完敗。その結果、多くの資産を失い、王族とは名ばかりの貧乏所帯になる。その事でレイフォンに深い恨みを持ち、レイフォンとガハルドの試合後、ガハルドの告発を好機とばかりに巧みに利用し、民衆を扇動してレイフォン追放運動を成功させる。
その後は、家の維持と再興に一人で悩んだり、生まれつき狼面衆を認識できるグレンダンでも数少ない人間であることから世界の脅威を知る事になったりと、苦労を重ねることでかつての甘い性格は抜け、より鋭く現実を見るようになった。隠していても仕方がないこととして、レイフォン嫌いは公言している。
武芸者としては急激な成長は無く天剣や他の王家の代表的人物と比べると遥かには見劣りするが、指揮官級の武芸者として対汚染獣戦ではグレンダンの熟練の武芸者を統率して戦えるだけの実力は備えている。同じく狼面衆を認識できる従妹（正確には違う）のクラリーベルと共に王家の人間や天剣授受者を狙う狼面衆と戦い続けていたが、彼女の性格には手を焼いていたためツェルニへ出奔した時には困るどころか清々しささえ感じていた。
第三部では姪であるリーリンの保護者となった。グレンダンの政治情勢の危うさや、世界の脅威を知るため、天剣にも迂闊に開かせないリーリンの事情や対策などを女王と共に練るなど頭を悩ませる。グレンダンでの決戦後リーリンの荷物を受け取るために屋敷に現れたレイフォンと対面する。恨んではいないようだが嘗て恥をかかされたことだけは未だに根に持っている模様。
リーリン・ユートノール#レイフォンとリーリン参照。
ティグリス・ノイエラン・ロンスマイア#天剣授受者参照。
クラリーベル・ノイエラン・ロンスマイア
ティグリスの孫でアルシェイラの従妹にあたる。愛称は「クララ」。白と黒の入り混じった独特の髪が特徴。トロイアットの弟子で化錬剄の使い手。自身の初陣の後見人を務め同年代でありながら史上最年少の天剣授受者となったレイフォンに尊敬と猛烈な対抗意識、そしてわかり難い愛情を持っており、ニーナを救うためにグレンダンに侵入したレイフォンに愛剣の「胡蝶炎翅剣」で勝負を挑むがレイフォンに片腕を斬り落とされてしまう。その後、生成治療で切り落とされた腕は繋がる。
第二部の最後で祖父でありロンスマイア家の当主であったティグリスが死亡。本来ならクラリーベルがロンスマイア家を継がなければならなかったのだが、当人はそれよりもレイフォンを超える事を目指し、リーリンに突き放され茫然自失の状態であった彼をツェルニにまで引っ張って行く形でロンスマイア家を出奔、そのまま次期新入生としてツェルニの学生となる。
着の身着のままツェルニにやってきたにも拘らず、ごく短期間の間にバイトを見つけたりミィフィ達と打ち解けたりと順応性は非常に高い。当初はニーナのいる寮に入所していたが、レイフォンに接近する為、早々と彼のいるビルに転居した。後に14小隊に入隊し、対抗試合で念願だったレイフォンとの真剣勝負を演じたが敗北した。
ツェルニに潜入したレヴァンティンの存在に気づき、ニーナからツェルニが世界の敵となった事を知らされるが、レヴァンティンの圧倒的な力の前に何も出来ないでいる。後の試合でニーナと組んでレイフォンと対戦し2対1という状況であったが念願の勝利を獲得した。レヴァンティン襲撃に際してエルミに天剣候補者としてグレンダンに転移させられる。緊急時と言うことでその場でアルシェイラから調整済みの天剣を渡され、クラリーベル・ノイエラン・ロンスマイアとなった。
決戦後はツェルニに戻って「闇姫」を名乗り、第14小隊の隊長を務めている。
卒業から数年後のグレンダンでシャーニッドを呼び出しある仕事を依頼し、仕事後に彼に報酬を渡した。その後現れたハイアに次期王位継承者を目指すことを宣言している。
シェファー・アルモニス
アルシェイラの息子。父親は不明。母親の影響か、五歳にしてサテラに匹敵する剄力を持ち、リーリンを巡ってしょっちゅうサテラと争っている。母親としての仕事を全うしていないアルシェイラには母親扱いしていないが、暗殺（芝居）が起きた際は涙を流して狙撃者を追っている。

#### 天剣授受者
槍殻都市グレンダンが誇る最強の武芸者にして、「天剣」の称号を持つ者達。皆が並外れた戦闘力を誇り、白金製の錬金鋼とミドルネームを持っている。十二人揃うことに何か意味があるらしいが、十二人目のレイフォン（ヴォルフシュテイン）がガハルドの告発とミンスの謀略によって追放され、さらにドゥリンダナとの戦闘においてデルボネ（キュアンティス）とティグリス（ノイエラン）が死亡。デルボネの後継者としてエルスマウが新たに天剣授受者（キュアンティス）となるが、ティグリスの孫で次期天剣授受者兼ロンスマイア家当主と目されていたクラリーベルがツェルニに出奔してしまったため、ヴォルフシュテインとノイエランの二人が欠けることになる。後にハイアがヴォルフシュテインを、クラリーベルがノイエランをそれぞれ継いだ。女王アルシェイラも含め天剣達はレイフォンが闇試合に出ていた理由を知っているが特に咎めている様子は無く、アルシェイラは民衆の暴動を防ぐため追放を決断したと語っている。レイフォンの義理の姉でルイメイの専属ダイトメカニックであるルシャによると、12個の天剣にはそれぞれ名前が付いているが材質はどれも変わらないので交換しても気付かれないらしい。
終盤でのレヴァンティンとの決戦でリヴァース、カウンティア、カルヴァーン、カナリス、ルイメイ、サヴァリスの6人と、まさに半数が戦死。新たに天剣を継いだ3人を除いて、最終的に生き残った物語開始時の天剣授受者はリンテンス、バーメリン、トロイアットの3人だけだった。決戦時の戦死者達の天剣が引き継がれたかどうかの描写はされておらず、唯一、ヴォルフシュテインだけがアルシェイラによって、かつての所持者であったレイフォンの手に戻った。
サヴァリス・クォルラフィン・ルッケンス
声 - 諏訪部順一
初代グレンダン王に仕えた天剣授受者が創始した武芸の名門ルッケンス家から輩出された天剣授受者。ルッケンス門下では初代ルッケンスに次ぐ2人目の天剣授受者で、レイフォンを除けば最年少（13歳）で天剣授受者になった男。長い銀髪を後ろで結び、常に笑顔を浮かべ、通常時・戦闘時を問わずよく喋るが、その強さと技量は天賦のもの。己の強さを高め、戦いを楽しむことにしか興味がない戦闘狂で、弟であるゴルネオのみならず、自身の流派であるルッケンス家を含めたあらゆる事に何の執着も持っていない。ゴルネオ同様、格闘術を主体とする化錬剄の使い手で、この戦い方はルッケンス家の特徴でもある。リーリンの護衛のためにツェルニにも来ており、その時は汚染獣との戦闘と同時にかつての天剣授受者であり、自分と肩を並べる実力を持っているレイフォンに会う（あわよくば戦える）事を楽しみにしていた。
自ら望んでいたレイフォンとの戦いで首を半ば切断されて敗北したが、リンテンスによって一命を取り留める。傷が癒えた後に復帰するも、レヴァンティンとの戦闘で彼女が生み出した分身の巨人との死闘でルッケンス初代が自分と同じく戦闘狂だったことを悟りながら死の瞬間まで勁技を放ちながら戦死した。サヴァリス亡き後、ルッケンス家は弟・ゴルネオが継いだ。
なお、アニメ版では力を渇望するが故に廃貴族を取り込み、その力を持ってレイフォンを圧倒するも、グレンダンから突如飛来した天剣ヴォルフシュテインを手にしたレイフォンに倒された後、天剣を残して行方不明になる（サヴァリスとレイフォンの天剣はリンテンスが回収した）。
リンテンス・サーヴォレイド・ハーデン
声 - 桐井大介
現天剣授受者最強と目される壮年の武芸者。人嫌いで有名で、普段から不機嫌そうな顔つきや口調をしている。日数や時間をわざわざ「秒」で表現するなど、物事を数字で表現する時に大きな数を使うクセがある。初期と現在では喋り方が若干変わっている。自身の技を存分に活かせる環境を求めて故郷の都市を去り、5年間の放浪の月日を経てグレンダンに辿り着いた外来者。着いたばかりの頃にアルシェイラと戦った事があり、一撃で倒されている。天剣授受者でありながらグレンダンでも低所得者層が住むアパートに住み、ソファから動こうとせず指に付けた鋼糸で最低限の事を済まそうとする物ぐさな一面を持っている。極細の錬金鋼の糸「鋼糸（こうし）」の使い手で、無数の鋼糸を同時に操り一本一本が神経のように物を感じることができ、しかもその1本1本に汚染獣を切り裂くのに充分な殺傷力を持たせることができる。
その鋼糸を何故かレイフォンにだけ手解きをしており、レイフォンにとっては鋼糸の師なのだが、手解きをした理由については結局最後まで明かされなかった。
師だけあって鋼糸の技量はレイフォンの遥か上を行き、操る鋼糸の本数は万単位とも億単位とも言われる。かつてディックと共に戦ったことがあるが、深く関わらなかったためかそのことを忘れている。
レヴァンティンとの戦いでは都市内部の防衛に当たっていた為最初はレヴァンティンに挑んでいなかった。レイフォンが到着すると同時に都市内部の掃討を済ませ共にレヴァンティンの迎撃に向かい、最下層においてレイフォンとの連携攻撃で撃破に成功。またその戦いの最中武芸者として住民を守るという信念を見せている。現天剣授受者の数少ない生き残りとなる。
カナリス・エアリフォス・リヴィン
声 - 渡辺明乃
アルシェイラの影武者を務める黒髪、長身の女性武芸者。三王家の亜流である武門リヴァネスの出身者で、幼い頃からアルシェイラの影武者となるべく育てられ、整形手術によってアルシェイラに似た外見をしている。単に影武者を務めるだけでなく、アルシェイラ不在時は執政権も預けられている。アルシェイラに絶対の忠誠を誓っており命を捨てることすら躊躇わない一方、生真面目な性格が災いし、執政権を放り出して上級学校に通い中々戻ってこないアルシェイラに散々手を焼かされ、辟易している。レイピアを扱う武芸者で、現天剣授受者の中でも特に殺剄に長ける。第三部では狼面衆のリーリン暗殺の際にアルシェイラとリンテンスの足止めを行わされた。
レヴァンティンとの決戦で彼女の分身である巨人との死闘の中で光線を受けて戦死。
デルボネ・キュアンティス・ミューラ
声 - 沢田敏子
現天剣授受者唯一の念威繰者。白炎都市メルニスクの出身。日々の大半を病院のベッドで寝て過ごす100歳間近の老女であり、式典などの際にも代理を立てているためレイフォンも直接会ったことは数度しかない。しかし念威の能力は全く衰えておらず、汚染獣が都市に接近した際はそれを感知して目覚める。彼女が天剣授受者になってからの数十年、彼女を越える念威繰者は見つかっておらず、彼女が死ぬまでその地位、役割は揺るがないといわれている。念威端子はチョウの形をしている。数十年前にその絶大な念威から汚染物質の正体に気づき、それを生み出す原因を排除しようとするがナノセルロイド達の妨害により失敗。ディックとリンテンスの協力により脱出には成功するもメルニスクは崩壊し、その後グレンダンに辿り着いた。
ドゥリンダナとの戦いで弱点を探ろうとするもドゥリンダナの生み出した落雷を受けた念威端子のフィードバックが致命傷となり、その長い生涯を閉じる。死ぬ寸前に戦闘データはフェリに、天剣はエルスマウに引き継がれた。
リヴァースとカウンティア
基本的に単独で戦う天剣授受者の中では珍しい、常にコンビで戦う恋人同士の武芸者。あらゆる面で対照的な特徴を持ちながら、それを逆に活かした抜群のコンビネーションで多くの汚染獣を倒している。後にアルシェイラの命によって王位継承者となったリーリンの護衛という重大任務を任されるが、当人たちはそれを認識していないのか、イマイチ真剣みに欠けている。
レヴァンティンの襲撃の際に当番だったことで天剣で最初に迎撃に当たるが、二人の合わせ技である複合勁合技・金剛点破をレヴァンティンに反射され二人とも戦死する。
リヴァース・イージナス・エルメン
声 - 四宮豪
身長の低い色白の太った男で、戦いに消極的。交通都市ヨルテムの出身。カウンティアからは「リヴ」と呼ばれている。防御系剄術「金剛剄」の達人で（レイフォン曰く「この技のみで天剣授受者になった」との事）、汚染獣の攻撃を受けても傷1つ負わないほどの鉄壁の防御力を誇る。錬金鋼は盾で、錬金鋼のプレートを多数縫いこんだ防護服を着る、あらゆる点で防御に特化した武芸者だが、剣型の錬金鋼を所持していた時期もある。また、レイフォンにとっては天剣授受者の中で鋼糸の師であるリンテンスを除いて唯一心を開いていた相手であり、レイフォン曰く「彼を殺そうとは考えられないし、考えたら、そんなことを考えた自分自身を嫌悪する」らしい。レイフォンの訓練を自ら見に行くなど、彼とつるんで行動していた時期もあり、これが元でレイフォンは激怒したカウンティアに殺されかけた。ロストエピソードではリーリンと喧嘩して悩むレイフォンの気持ちを察して相談に乗っており、面倒見の良い一面も見せている。第三部ではカウンティアと共にリーリンの護衛の任務に付く。
なお、恋人であるカウンティアの額の傷は、初めて彼女と出会った際、極度のトランス状態から戻すためにリヴァースがつけたもので、二人はこれがきっかけで恋人同士となった。
カウンティア・ヴァルモン・ファーネス
声 - 藤村歩
外来者。長身、色黒のスレンダーな女性で、短気かつ好戦的な性格。リヴァースからは「ティア」と呼ばれている。大刀を用いた超攻撃的な技の使い手で、動き易さを極限まで重視した耐久力の低い防護服を着る。加えて超攻撃的な技を放つため、10回以上技を放つと防護服が完全に破れてしまう。また、怒ると無意識の内に剄が暴走してしまう。
以前、レイフォンが天剣授受者だった頃、“リヴァースが自分をほったらかしてレイフォンとリンテンスの訓練を見ていた”という理由だけで激怒した挙句にレイフォンを殺しかけた事があり、その猛烈な嫉妬深さは厄介極まりない（レイフォンもこの一件以来、カウンティアに対していい感情を持たなくなった）。女性とは普通に会話を行えるが、その反面リヴァース以外の男性から話しかけられたら冷淡な態度を取る。第三部ではリヴァースと共にリーリンの護衛の任務に付く。
額と胸に刃物で切られたような切り傷があるが、額の傷はリヴァースと初めて出会ったときに彼に付けられたもの。
ティグリス・ノイエラン・ロンスマイア
グレンダンの三王家の1つ、ロンスマイア家の現当主。齢80を数える老人で、現天剣授受者の中ではデルボネに次ぐ年長者。アルシェイラとクラリーベルの祖父でもあり、アルシェイラからはティグ爺と呼ばれている。長弓の使い手。子沢山らしい。
14巻で勝手に持ち場を離れたバーメリンを庇い、大量の汚染獣弾の直撃を受け死亡。
孫であり、ロンスマイア家の後継者だったクラリーベルが勝手にグレンダンを出奔したため、息子の一人であるテリオスという人物がロンスマイア家当主となり、天剣は最終的にクラリーベルが継いだ。
カルヴァーン・ゲオルディウス・ミッドノット
声 - 上田燿司
現在グレンダンで最も栄えている武門「ミッドノット」の創始者。幅広の長剣を扱う50代の武芸者。苦労性な性格であると保守的な性格で、外の都市から来た外来者や若年層が天剣授受者の多くを占める昨今の状況に懸念を抱いている。半物質化した剄を纏い、攻撃を受け止めつつ相手にダメージを与える「刃鎧」を得意とする。その苦労性故に嘗てミンスが計画した女王暗殺計画に乗った事があり、女王を暗殺しようと他の天剣授受者と挑むもアッサリと返り討ちにあった過去を持つ。
レヴァンティンの襲撃の際、リヴァースとカウンティアが敗死した後に迎撃体制を整える時間稼ぎのためにレヴァンティンに挑む。二人が敗れたこともあり油断なく全力で挑みレヴァンティンを勁技で閉じ込め攻撃を続けるが、彼女の分体の攻撃により止むなく技を解除したところに繰り出された貫手への迎撃が間に合わず喉を裂かれ、戦死。
バーメリン・スワッティス・ノルネ
声 - 伊瀬茉莉也
陰気で短気、その上非常に身勝手な性格で非常に口が悪い女性天剣授受者。奇抜過ぎる化粧の趣味も相俟って非常に肌が白く、不健康そうな顔をしておりリンテンスによると匂いのキツい香水を付けている模様。長大な砲身を持つ銃の天剣と通常の錬金鋼で作られた多数の銃を状況に応じて使い分ける。気の短い性格であり幾ら撃っても消えない大量の汚染獣弾に対して、遂にキレて自分の持ち場を勝手に放棄した事でティグリスを死なせた（ただし他の天剣授受者もバーメリンがキレなかったら自分がキレていたと認めている）。しかも、かなりの潔癖症であり、女王の命令で下水道に潜った際には匂いが取れなくなったため延々と匂いが強い花を浮かべた風呂に入っていた。身に付けている鎖は剄を込めると形状が変化する特殊な銃弾であり、かなりの重量を持つ。天剣スワッティスは銃と言うよりも大型のバズーカ砲であり、実弾と剄弾の両方を発射する。
元々は「戦うのがめんどくさい」という理由で試合にも戦場にも全く出たことがなかったのだが、たまたま出会ったアルシェイラに自分の趣味を笑われた事に怒って暗殺計画に参加して決行。初の実戦にしてカナリスと互角に渡り合う実力を持っていた。両親は武芸者だが「あれからなんでバーメリンが生まれたかわからない」と言われるほど実力・性格共に普通であるらしい。
トロイアット・ギャバネスト・フィランディン
声 - 近藤隆
化錬剄の扱いに長けた天剣授受者。女好きで金遣いが荒い。杖使い。攻撃するとき、攻撃の名前は毎回変わる。
本編ではそれほど目立った活躍は描かれていないが、クラリーベルの師匠である。また、飄々とした風貌でありながら、リンテンスと会話できる数少ない人物。
ルイメイ・ガーラント・メックリング
力任せの戦いを好み、錬金鋼も鉄球という大男の天剣授受者。豪快で、偉そうとよく人に言われ、他人に嫌悪の感情を見せないレイフォンがあからさまに嫌っている数少ない人物。カウンティアと同様、もしくはそれ以上に破壊に特化した武芸者で、本気で暴れると都市そのものを破壊しかねないという理由から、都市戦には一度も参加したことが無い（と言うよりは都市戦に参加出来ない）。妻帯者であるがその妻との間に子は無く、レイフォンと同じ孤児院にいたルシャという妾の間にマルクートという息子がいる。しかしルシャも妾になった時から既に子宮の病気を患っており、マルクートの出産と同時に子宮を摘出する羽目になった経緯がある。レイフォンがルイメイの事を嫌っているのはこれが理由である。ルイメイ自身は妻もルシャも愛していると語っている。ルシャはルイメイ専属のダイトメカニックも務めている。
時間に正確で、毎朝決まった時刻に自宅の庭で修練する習慣があり、その際に発せられる轟音はグレンダンの人々の目覚まし代わりとなっている。
レヴァンティンとの決戦で彼女の分体である巨人の頭部を消し飛ばすも、直後に反撃を食らい戦死。

### 孤児院関係者
デルク・サイハーデン
レイフォンやリーリンが育った孤児院の園長だった武芸者（突然変異型）。幼いころに父親と一般人の母親を亡くし先代サイハーデンの経営する孤児院に引き取られる。後に先代サイハーデンから長い歴史を持つ刀技の流派サイハーデンを受け継ぎ正統後継者となる。
現役時代はティグリス曰く「個人戦・集団戦、どちらでもうまく立ち回れる有能な人物」として高く評価されていた。その武芸者として高い能力が「メイファー・シュタット事件」の際、デルボネに知覚誤認をかけられていたために念威操者が気付かなかった二人の赤子の泣声を聞き、現場から二人を救出する。この赤子が後のレイフォンとリーリンである。
レイフォンが物心付いた頃には武芸者としての一線は退いていたが、レイフォンに武芸の才能を見い出しサイハーデンの刀技を教え込んだ。武芸者として潔癖な性格で金銭に無頓着な人物だったが、それがレイフォンが賭け試合に手を染めた原因の一端であるとして責任を感じており、現在は孤児院を出身者に任せ、自身は運営費を稼ぐために道場を開いている。
ガハルド・バレーンに襲われた際、肉体を徹底的に破壊されるもその後、一から身体を鍛えなおし、内力系活剄が肉体の再生を行うことで機能的な若返り（ティグリス曰く20年ほど）と剄量の増加に成功する。
レイフォンが自らに課した「刀を握らない」という戒めから解放するために、リーリンにサイハーデン流免許皆伝の証である錬金鋼を託す。
13巻でリーリンから数多くの真実とリーリンの本当の気持ちを知りレイフォンに会いたくないと言うリーリンの願いを叶える為、レイフォンと戦うことを誓う。その別れ際にレイフォンと同じく「茨の棘」を打ち込まれ、レイフォンと同等の剄量を手にする。
14巻でレイフォンに会いたくないと言うリーリンの為に戦いを挑むが、増えすぎた剄に耐えきれず、全身から血を噴き出して倒れる。レイフォンの焔切りを受ける一歩手前で、レイフォンの持っていた天剣ヴォルフシュテインが基礎状態に戻るという奇跡が起こり、一命を取り留める。その後は回復することが出来たが剄脈が異常をきたしたことで歩行することが困難になり車椅子に乗っている。道場を訪ねてきたハイアと会話を交わし、息子であるレイフォンはその強さ故に様々な物を遠ざけて生きてきたと述べ「迷い続けながら歩み続ける運命にある」と零した。
サテラ・ルッケンス
ゴルネオとシャンテの娘。シャンテ譲りの赤髪と性格を持つ。両親の影響か、五歳にして天剣授受者候補という類いまれな武芸者としての資質を持っており、ルッケンス家としては喜ばしい事だが、父親であるゴルネオには悩みの種となっている。幼馴染であるシェファーとはリーリンを巡っての犬猿の仲。

### サリンバン教導傭兵団
ツェルニのセルニウム鉱山に現れた廃都市の電子精霊「廃貴族」を求め、ツェルニに現れる傭兵団。
ハイア・サリンバン・ライア / ハイア・ヴォルフシュテイン・ライア
声 - 寺島拓篤
サリンバン教導傭兵団の三代目団長。赤い髪と顔の左半分に刺青を持つ青年。語尾に「 - さ」とつける特徴的な喋り方をし、軽く聞こえる口調に比して少々皮肉屋。とある都市の孤児だったところを、サイハーデン流の武芸者であった先代団長リュホウに拾われ、彼に師事してその技を身につけ、彼の死後に後を継いで団長となる。こと剣術に関しては天剣授受者にも比肩する実力を持ち、鋼鉄錬金鋼の刀とサイハーデンの刀技を駆使して戦う。
ツェルニに来るまでレイフォンと面識は無かったが、同じ流派であり天剣授受者にまで登り詰め、リュホウが賞賛していたレイフォンに対し強い対抗心を抱いている。一方、レイフォンも自らが使用を禁じたサイハーデンの刀技を自在に操るハイアを目障りに思い、2人は廃貴族を巡る騒動の中で幾度か衝突する。そして学園都市マイアスとの対抗戦に乗じてフェリを誘拐し、レイフォンに刀を使用しての一騎討ちを強要するが敗北する。
敗北後、行方を眩ましていたが15巻でカリアンに護衛を依頼されミュンファと共に再登場した。その後カリアンと共にグレンダンを訪れる。彼の策に乗って武芸大会で名を上げるが、その中で武芸者として潔癖な面を持つことが明らかになった。その後見事に天剣継承戦に勝利。皮肉にもかつてレイフォンが使っていたヴォルフシュテインを継ぎ、ハイア・ヴォルフシュテイン・ライアとなった。グレンダンでの決戦後はそのまま天険授受者としてグレンダンに定住し、サイハーデン流の師範代となり道場を運営している。
ミュンファ・ルファ
声 - 藤田咲
サリンバン教導傭兵団の見習い団員で、団長になったハイアが初めて教導する武芸者。金髪の三つ編み、眼鏡の少女。弓の錬金鋼を用いて衝剄を放つ遠距離攻撃を得意とするが、弓を扱う身でありながら満足に気配を消せないという未熟さから、見習い以上にはさせてもらえない身である。ハイアとは入団時期が一緒かつ幼馴染のような関係で、彼に敵意が向けられると途端に攻撃的になり、「う、撃ちますよ」と至近距離であっても弓矢を引きながら脅しをかける。ハイアが敗北した後、彼と共にツェルニを出て行った。
15巻でハイアと共に再登場した。
グレンダン決戦から数年後にハイアと婚約し、サイハーデン孤児院でリーリンと共に保育士をしている。
フェルマウス・フォーア
声 - 谷山紀章
サリンバン教導傭兵団の念威繰者。ハイアの後見人。年齢不詳。グレンダン出身の古株の一人であり、そのうち今でも前線に出ているのはフェルマウスのみ。先代団長リュホウとは幼い頃からの知り合いで、デルクとも面識がある。念威に関しては才能、経験の両面で優れた能力を持つほか、汚染獣の匂いを嗅ぎ分ける特殊な嗅覚と汚染物質に対する抵抗を持ち、生身でエアフィルターの外に出て汚染獣の匂いを嗅ぎ分けることが出来る。しかし、汚染物質への抵抗ができたことの代償か、肌は炭のように黒く変色しており、瞼や鼻梁が無く、口は裂けたまま固まった姿になってしまった。そのため体をすっぽり覆ったローブとフード、皮手袋と仮面を身につけ、皮膚を完全に隠している。また、声帯の機能も失っており、念威端子を用いた通信音声でのみ話す。
実は女性であり、天剣授受者・デルボネの孫娘で、本名はエルスマウ・フォーア。
ハイアの失踪後傭兵団の代表を務めるが、14巻で皮膚移植手術を受けた後、瀕死状態のデルボネから略式で天剣を授受し、フェリとの連携でグレンダンの危機を救った。
15巻で正式にデルボネの後継として天剣を授受。新たな念威端子のネットワークを構築しつつある。女性らしい容姿を取り戻すがまだ顔の筋肉が定着しておらず無表情である。
アニメ版ではレイフォンの事を多少は知っていたらしく、「どうかお願いします、女王に認められし者よ」と言いながら協力を仰いだ一幕がある。

### その他
ガハルド・バレーン
レイフォンが都市外退去を命じられる直接の原因となった武芸者。ルッケンス門下の武芸者で、実の兄に苦手意識を持つゴルネオにとっては良き兄貴分であった。
年少者でありながらサヴァリスと肩を並べ戦うレイフォンに嫉妬と憎悪を抱き、レイフォンの刀術の師であるデルクを襲うなど陰湿な手段を用いて、レイフォンが違法の賭け試合に出場している証拠を突き止めて天剣授受者の座を賭けた試合で自分に勝ちを譲るように脅迫した。しかし、要求を飲む振りをして口封じを試みたレイフォンに試合で右腕を切断されて敗北し、要求が呑まれなかった事に怒ってレイフォンをその場で告発した。この告発が元でレイフォンは民衆の怒りを買ってグレンダンを追放されることとなったが、ガハルド自身はレイフォンを告発した後、右腕の怪我が原因で剄脈に異常をきたして植物状態になった。
その後、グレンダンに侵入した汚染獣の発見を急ぐサヴァリスの考えで意図的に汚染獣に襲われ取り込まれる。サヴァリスがガハルドを汚染獣の被害者に選んだ理由は「行動パターンが読みやすい」「戦えない武芸者に存在する価値がない」からである。汚染獣に取り込まれた時にはレイフォンに対する逆怨みしか残していなかった。一時的に意識を取り戻し命乞いをするもサヴァリスに一蹴され、サヴァリス達に討たれる（アニメ版では「散れ。ゴミが！」とサヴァリスに吐き捨てられ、止めを刺された）。

### 電子精霊たち
サヤ
すべての電子精霊の原型。グレンダンの真の意思。楽土。グレンダン王宮に存在する奥の院で長く眠りについていたが、「茨の目」を持つ者であるリーリンの訪れによって目覚める。リーリンに謝罪をし、この世界の成り立ちについて説明を行った。「己の望まないものを寄せ付けない」という能力を持っており対象を守護することが出来る。グレンダンでの決戦後は傷ついた身体を癒やすためにアイレインと共にリーリンの瞳の中に宿っている。
シュナイバル
仙鶯都市シュナイバルの電子精霊。半鳥半人の姿をしている。リグザリオ機関によって電子精霊を生み出す電子精霊の母。第三部では自分たちの意図にそぐわぬ行動を取るツェルニを敵として認識し、目覚めたジルドレイドにニーナの現状を伝えた。
ツェルニ
学園都市ツェルニの電子精霊。全身が金色に輝き、背丈は赤子ほどで、長い髪をたらした裸身の童女の姿をしており、言葉を話さずいつもニコニコとしている。電子精霊は成長することにより姿が変わるが、ツェルニはかつてニルフィリアにそのエネルギーを分け与えたために童女の姿のまま成長していない。その後ファルニールからエネルギーを分け与えられたことにより少女の姿に成長するが、今度はそのエネルギーをニーナを助けるために使い童女の姿に戻った。好奇心が旺盛なようで、しばしば中枢部から抜け出して整備を担当する機械科の生徒を慌てさせる。ニーナが1年生だった頃に彼女と出会い、それ以来彼女に懐いている。第三部ではニルフィリアを匿っていたことと、この世界の最大の敵であるレヴァンティンを受け入れたことをシュナイバルに咎められるが、一言も喋ろうとしないことに苛立ったシュナイバルの判断によって「全世界の敵」として認識されてしまう。
イラスト担当の深遊は、学園都市ツェルニのイメージカラーを優先し、本来の金色ではなく青色でツェルニを描くことが多い。また、テレビアニメでも青色をしている。
グレンダン
槍殻都市グレンダンの電子精霊。眠りについたサヤの代理としてグレンダンを動かしている。蒼銀色の豊かな毛並みを持つ犬のような姿をしているが、翼のような形状をした長い耳とさらに長い尾を持ち、脚には人間の女性のような五指がある。たびたびアルシェイラの前に現れて言葉を交わし、かつては自分も廃貴族であったかのようなことを仄めかしている。元々はグレンダンという名の別の都市の電子精霊だったがその都市は滅び廃貴族となり、その後槍殻都市によって捕えられた。その都市の滅びにはリンテンスとディックが立ち会っている。
メルニスク
ツェルニのセルニウム鉱山に近づいてきた、廃墟と化した都市の電子精霊だった廃貴族。複雑に枝分かれした立派な角と、黄金色の体毛を持つ牡山羊の姿をしている。失われた都市に代わる新たな宿主を探してもと居た都市からツェルニへと移動し、違法酒事件の最中にディンに憑依したり、ツェルニの武芸者達の成長を促すために都市を汚染獣の縄張りへと向かうように暴走させるなどの波乱をもたらす。その後ニーナに憑依する。
マイアス
学園都市マイアスの電子精霊。茶色い小鳥の姿をしている。学園都市の電子精霊でありながら、ニーナの故郷シュナイバルの電子精霊と同じ系譜に属し、そのためシュナイバルとの繋がりを求める狼面衆に捕縛され、マイアスを訪れたリーリンを狼面衆との戦いに引き込む切っ掛けとなる。
ヴェルゼンハイム
礫砂都市ヴェルゼンハイムの電子精霊。元々は半人半獣の姿をしていたが廃貴族になった今は獣の姿をしている。フェイスマンシステムによって幽閉されていたが、ディックに解放され今は彼の内に存在している。本来サヤ以外には存在しないはずのシュナイバルの子ではない電子精霊。廃貴族になった後は、ディックに憑依している。
ディックと共にゼロ領域に入り、遂に怨敵の元へと到達する。だがイグナシスがとうに死んでいたことを知り、行き場をなくした怒りは世界に向けられ、何もかもを破壊するために動き出した。想念に反応するゼロ領域においてはほぼ無敵に近い存在だったが、アイレインとディックによってゼロ領域から押し出され現実空間へと降り立ち、ニーナと戦うことになる。
アーマドゥーン、ジシャーレ、テントリウム、ファライソダム
ジルドレイドが従えていた4体の電子精霊。都市となることをやめた多くの電子精霊が結集した存在。アーマドゥーンは都市部が存在せず、土台と脚だけという非常に奇妙な姿の自律都市で、ジルドレイドの意のままに行動しており、他の三体と共に彼に憑依していたが、メルニクスによれば、4体とも廃貴族ではなく、自ら望んで都市にならずにジルドレイドに力を貸す道を選んだのだという。

### その他の登場人物
狼面衆
声 - 酒巻光宏
放浪バスも使わずに、様々な都市に現れては消える謎の集団。構成員は黒いコートを着込み、獣の仮面で素顔を隠す。各々が機械音声の様な声で喋り、ノコギリのような歪な刃を持った剣やカタールなどの錬金鋼を持つ。目的や素性は不明だが、普段は「オーロラ・フィールド」と呼ばれる場所に潜み、「イグナシス」と言う人物の意志の下で行動している。また、オーロラ・フィールドに潜む者たちのほかに、普通に都市に暮らす者の中にも狼面衆に取り込まれた者がおり、狼面衆が目的を果たすための手引きを行う。そうした者たちは狼面衆と同様に獣を模した仮面を持つ。その本体はフェイスマンシステムと呼ばれる仮面そのものであり、人間を媒介とすることで行動する。かつてフェイスマンと呼ばれる、人間を取り込みその顔を自在に操ることができる異民がいた。その異民はゼロ領域へと戻った際、そこに存在していた魂たちに飲み込まれ、フェイスマンが所有していた顔はその魂たちの媒介となった。そしてそれをイグナシスが利用し、操っている。
ディクセリオ・マスケイン
声 - 優希比呂
通称「ディック」。強欲都市ヴェルゼンハイムという、すでに崩壊した都市出身の武芸者。ヴェルゼンハイムを力で支配していたマスケイン家の末子。マスケイン家にはそれぞれの存在の根とも言うべき感情が存在し、ディックのそれは『怒り』。マスケイン家は亜空間増設機が受け取ったある男の願望によって生み出された存在であり、そしてその存在が過去と現代とを繋げフェイスマンシステムを現代に呼び出してしまった。そして結果としてヴェルゼンハイムは滅び、増設機も持ち去られたことによりマスケイン家は消滅するはずだったが、ディクセリオ・マスケインという形を憎悪する者がいたことでディックはこの世に残った。そしてシステムに取り込まれ狼面衆の一員となるがリンテンスに一度殺されたことによってそこから逃れ、奪われた全てを取り戻し奪った者たちを全て叩き潰すために復讐を開始する。赤髪で長身胸に懐中時計をぶら下げている。狼面衆、ひいてはイグナシスと敵対しており、何らかの目的を持って狼面衆同様に様々な都市を渡り歩いている。その年月は十数年に及び、歳を取らない、寝ていれば大抵の負傷は回復するなど、通常の武芸者とは異なる肉体になっている。十数年前にツェルニに在籍しており、ツェルニに対して愛着を持っている為狼面衆が出現した際には怒りを顕にしている。首からかけている懐中時計は在籍時に一人で汚染獣の討伐に出なければいけなかった時に、当時の友人が仕上げてくれた謹製の品でGPSを始めとする様々な機能が追加されているが、現在はほとんどが使用不可能になっている。最初の時期は普通に暮らしていたが友人の一人が亡くなったことでそれからは他人と関わらなくなり、そのまま歴代最高の成績で武芸科を卒業する。外伝である『聖戦のレギオス』ではツェルニで学生として暮らしていた頃が描かれており、鬱屈したモノを抱えつつも学生として平穏な時間を過ごしている。当時の友人や後輩の勧めで当時16しか無かったツェルニの小隊で17番目の小隊を結成し隊長を務めていた。卒業後は数年間ツェルニに潜伏し記憶を奪う剄技で自身に関わった人間たちの記憶を消して回っていた。そのため在籍中の彼の動向を知るものはほとんどおらず、ツェルニで歴代最高の成績を収めたという記録のみが残されている。
ドゥリンダナとの戦いの際に開いた穴へと入り、ニルフィリアと共にゼロ領域に到達する。
対汚染獣に特化した巨大な鉄鞭を操り、雄性体を軽く倒す力の持ち主。超高速の突進と共に周囲に衝撃波を撒き散らす剄技「雷迅」を得意とする。廃貴族（故郷の電子精霊であったヴェルゼンハイム）に憑依されており、一時は取り込まれてしまったものの、いまでは自らの意思でその力を発揮することができ、廃貴族の力を発現すれば天剣授受者にも匹敵する力を発揮する。更に火神の力を奪った事で炎を纏うようになる。後にニルフィリアと共に月に飛び込み、アイレインと再会した。
グレンダン決戦では地上に降りたアイレインを追って蒼い炎を纏う獣となって地上に降り、アイレインとサヤに深手を負わせるも、ニーナと乱入してきたレイフォンによって滅ぼされた。
クラウドセル・分離マザーIV・ハルペー
ドラゴンの様な外見をしている老性体の汚染獣。何度脱皮したか分からないほどの古い老性体で、高い知能を有し人間の言葉を話す。ツェルニが暴走し突入してしまった地域を縄張りとしており、そこでオーロラ・フィールドを監視・守護することが自分の役割であると語っている。その住処はなぜか汚染物質に侵されておらず、緑が生い茂り清潔な水が流れている。
かつてはナノセルロイドから生まれ、方針の違いから敵対し、クラウドセルとなった。その目的は人類の守護。そのため、レヴァンティンの分体である＜レヴB＞を排除しにメルニスクへ現れる。排除後、レヴァンティン本体に襲撃されるもレイフォンに助けられる。その後、レイフォンとフェリを体内に乗せ、グレンダンへと向かう。
ニルフィリア
ツェルニの地下深くの研究所で眠りについていた少女。闇。サヤのオリジナル。サヤの影の訪れにより目を覚ます。長い間ツェルニの一部として眠りに付いていたため、『レジェンド・オブ・レギオス』の頃より弱体化しており性格は以前よりも若干丸くなっている。外伝「ぼくとレギオスの旅」では最年長として主人公一行のお姉さん役として面倒を見ている。ツェルニに対しては素直に礼を言うなど彼女に対しては情愛を抱いており、その行く末を案じている。『聖戦のレギオス』ではディックを「猟犬」として使役し独自の行動をとっている。
アイレイン・ガーフィート
武芸者の原型。月。イグナシスを幽閉するもの。
サヤを守るためにナノセルロイドを封印し続けていたが、全てのナノセルロイドが解放されたことにより月の姿を捨て、本来の肉体に戻る。グレンダンでの決戦後傷を癒やすためサヤとともにリーリンの瞳の中で休息を取っている。
エルミ・リグザリオ
サヤを元に最初の自立移動都市を造りしもの。猫。かつてのアルケミストの一人。姿は黒猫であるが元人間。かつては絶世の美貌を持っていたが、異民化したことにより異形の容姿になってしまっているためか人前に姿を見せることを嫌っており、普段は黒猫の額に装着されたサファイア型の亜空間に潜んでいる。そこを通じて外界との接触を行う。ナノセルロイドの理論を構築した人物であり、ある意味でこの世界が生まれた元凶であり創造主。創りだした世界を安定化させるために自身をアイレインの右目に吸収させていた。『サマー・ナイト・レイヴ』でグレンダンで窮地に陥るリーリンの下に現れ、彼女に武芸者を屠る力を与えて世界の現状を伝えた。目的達成のためであるなら他の人間はどうなってもいいような発言をしており、リーリンからは嫌悪されているが本人は意に介さない。本人は人間としての感情は、とっくの昔に欠落していると述べている。クラリーベルを呼び出し彼女用に調整した天剣ノイエランを与えた。グレンダンでの決戦後は行方を眩ませている。
イグナシス
ナノセルロイドの主。汚染物質の発生源。観察者。かつて初代アルケミストの一人を名乗り、人類のほぼ全てをゼロ領域にたたき落とした男。だが実のところイグナシスはアルケミストではなくただの異民であり、その能力は他者の自分に対する認識を操ること。そしてその目的は自分の存在を世界に認めさせる事であり、イグナシスはその手段として自身の行動を妨げるレギオス世界を破壊しようとしている。更にイグナシスとは自分の願望を実現させる分身としてマスケイン家を生み出した人物で、あらゆる因果の元凶とも言える存在。
月に封印されている間にイグナシス本人はとうに消滅しているが、ナノセルロイドは世界の破壊のために変わらず行動している。
ナノセルロイド・マザーI・レヴァンティン
汚染獣の祖。最強の汚染獣。妄執が形になった模造品。長く月に封印されていたがドゥリンダナが開いた穴から降臨。本来の目的は世界の破壊とイグナシスの開放であるが、独自の思惑で人間の姿で「ヴァティ・レン」と名乗りツェルニに侵入。新入生としてレイフォンと同じアパートで暮らし始めた。その意図は不明だが、それを咎めた狼面衆を消滅させ、ニーナやカリアンに「邪魔をするならツェルニを破壊する」と脅すなど、目的を果たすためなら手段を選ばない様子。目的を果たすのに見合った人物としてメイシェンに目を付け、彼女のケーキ屋でアルバイトをしている。現在の所その正体に気づいているのは電子精霊を省けばニーナとクラリーベルだけ。その機械じみた言動から周囲の生徒達からは変人と思われているが、メイシェンやミィフィからは友人として親しくされている。なお、ミィフィが付けた呼名は「ヴァっティ」。
肉体を構成するナノマシンを広域に散布する事により、都市内の様子を手に取るように感知できる他、ジルドレイドがアーマドゥーンと共にツェルニに接近してきた際は巨人の姿をした老生体をけしかけて撃退した。グレンダンでの戦闘では周囲の物体を取り込んで自身を再生させる他、攻防一体の茨や、巨人型の体からの光線、更に剣を形成して人間のような戦闘も見せる。また、人の姿をしているが人ではないので人間の間接構造を超越した動きが可能。
ツェルニでの目的は人間を理解することであり、それを第一観察対象であるメイシェンから答えを得、目的のために動こうとするも人間として得た感情に戸惑い、それをメイシェンに打ち明ける。メイシェンから望んだ答えを聞くとメイシェンに別れを告げ、ツェルニを離れる。アーマドゥーンでジルドレイドと対峙した後、本来の目的であるサヤの殲滅のため、遂にグレンダンへと舞い降りた。立ちはだかる天剣授受者たちを次々と打ち破り、レイフォンをも退けつつ最下層へと降り立つ。そこで待ち構えていたアルシェイラと追ってきたレイフォン、リンテンスの三人を相手に回復力を捨てて運動性を上げることで圧倒し、リーリンの必殺の一撃も避けて見せるが、レイフォンとリンテンスの鋼糸に捉えられ、アルシェイラがグレンダンの槍で貫き、最後にリーリンのアイレインの力を秘めた銃で撃ち抜かれ、遂に機能を停止したがその際に「誰か」に手を伸ばし、その手をリーリンが握った。
ナノセルロイド・マザーII・カリバーン
月に封印されていたナノセルロイドの一体。レヴァンティンが開放された後もイグナシスを守る為にあえてゼロ領域に残っていたが、ゼロ領域に侵入してきたニルフィリアとディックに敗北し消滅した。
ナノセルロイド・マザーIII・ドゥリンダナ
14巻でグレンダンを襲った汚染獣。その身体はグレンダンを丸ごと覆ってしまうほど巨大。更には少々傷ついた位ではすぐに再生してしまい倒しきれない。その巨体でグレンダンを破壊しようとしたが、それが出来ないと判断すると自身の身体を天剣授受者全員の力をもってしても完全には防ぎきれないほどの大量の汚染獣弾として放ちグレンダンに甚大な被害を与える。途中から戦闘に加わったレイフォンの猛攻でもその再生力を上回ることは出来なかったが、最後はリーリンの力で身体を眼球に変えられ、苦しんだ所に自身の弱点をさらけ出し、アルシェイラが放ったグレンダンの槍で弱点を貫かれた。しかし、ドゥリンダナがグレンダンを襲った真の目的はレヴァンティンを月から解放するための陽動兼時間稼ぎであり斃されたものの、その役目は果たしている。
エルラッド・エリプトン
シャーニッドの父親。凄腕の傭兵であり、シャーニッドに武芸者としての基礎を叩き込んだ。ディンを彩薬都市ケルネスへ連れ戻すためツェルニに現れる。軽薄かつ女好きという軽い性格であり、息子であるシャーニッドからは余り良く思われていない模様。傭兵らしく「ヤバくなったなら逃亡する」という考えを持ち、緊急逃走用に勁力を増加する「倍加法」をシャーニッドに伝授した。仕事を引き受けたのは、ディンの両親には妻のリーゼを看取ってもらった恩があるかららしい。あらゆる修羅場をくぐり抜けてきた歴戦の傭兵であり、その実力はレイフォンと互角に戦えるほど。かつてフェリと協力して汚染獣を対処したことがある。
リーゼ
「ネクスト・ブルーム」で名前のみが登場。エルラッドの妻でシャーニッドの母親。既に故人らしく、ディンの両親に看取られたらしい。
ジルドレイド・アントーク
ニーナの大祖父。シュナイバルの守護神と呼ばれ、遥か昔からアントーク家に君臨する老武芸者。縁システムによって電子精霊たちと交信する事ができ、シュナイバルからは「ジル」と呼ばれている。緊急時と定期健診の時以外は人工冬眠で眠っており、一見すると気難しい隠居老人だが、細身の双鉄鞭の達人で、レイフォンと互角以上に戦うほどの実力者。さらに、「アーマドゥーン」「ジシャーレ」「テントリウム」「ファライソダム」という4体もの電子精霊を憑依させることにより爆発的に剄を増大させる事ができる。
シュナイバルからツェルニの造反とレヴァンティンの降臨を聞き、レヴァンティンの抹殺とニーナの奪還の為に目覚める。縁システムの逆探知によってツェルニの位置を特定し、正体不明の自律都市アーマドゥーンに乗ってツェルニに接近。調査に向かったニーナを打ちのめすが、レヴァンティンの差し向けた老生体とレイフォンの横槍で失敗。本人も深手を負って退いた。『サマー・ナイト・レイヴ』ではレイフォンとの模擬戦を終えたニーナとクラリーベルにシュナイバルと共に接触。二人にこの世界の実状を教え、考えることを促した。その後はアーマドゥーンに潜伏していたが、ツェルニでの目的を終え、グレンダンへ向かうレヴァンティンと対峙するも、その時には既に体は寿命を迎えていた。死の間際、自身に付き従っていた電子精霊をニーナに託し、息を引き取った。
なお、ニーナにぱパンダのぬいぐるみ「ミーテッシャ」をプレゼントした張本人。

#### 短編の登場人物
ジェイミス
声 - 太田哲治 / 小伏伸之（ラジオドラマ版）
ツェルニの一般教養科で服飾デザインを専攻する、シャーニッドの1年生の頃の同級生。女性言葉を話すが、れっきとした男性。趣味も女性的でフリルの付いたピンク色の可愛らしいデザインを好み、自分もフリルがついたスーツを着ている。そのようなデザインから経営している洋服店の売れ行きが芳しくないため、そちらを補うために自身がデザインした衣装を制服にした喫茶店「喫茶ミラ」を経営している。フェリが喫茶ミラでアルバイトをする短編「クール・イン・ザ・カッフェ」に登場。
セリナ・ビーン
ニーナが住む女子寮に住んでいる女生徒。セリナは寮長を務める錬金科の4年生。「ダイアモンド・パッション」や「ア・デイ・フォウ・ユウ03」など、主にニーナがメインの短編に登場する。長い黒髪と左の目の下に泣きボクロを持つ美人だが、変わり者でトラブルがあったら引っ掻き回し被害を倍増するようなトラブルメイカー的な一面を持つ。自分の部屋以外に「衣装部屋」と称した沢山の衣装をしまうための部屋を二つほど借りている。かつて、寝ている寮生をフライパンをオタマでたたきながら廊下を歩いて起こしていた（そのため、新規の寮生はノイローゼになりすぐに退寮していた）第三部では錬金科長に就任したため住んでいる女子寮を退寮したが衣装部屋は引き続き借りている。
レウ・マーシュ
ニーナを1年生の頃から知っている一般教養科の3年生。武芸科に彼氏がいるらしい。ショートカットにした髪に眼鏡を掛けていて若干気怠げな雰囲気を持つ。フルネームは『ネクスト・ブルーム』で判明。次期生徒会長選挙の立候補者の一人であるサラミヤ・ミルケの支援者の一人で、年上である彼女のことを「サミ」と呼ぶほど親しい。彼女の生徒会の武芸科長にニーナを推薦したが「猪突猛進は二人もいらない」とサラミヤとニーナが会ってすぐに立候補者から除外した。第三部では副会長に就任したため女子寮を退寮した。コミック版ではニーナの起こす騒動のツッコミ役。
「ハイ・ブースター」では調停官と呼ばれる職業に付いている。
エーリ・ダレンスタイン
ツェルニの一般教養科の2年生で、フェリのクラスメイト。長い黒髪で中々の整った顔立ちなのだが、暗い性格のためクラスではフェリ同様に変わり者と認識されている。ゴルネオに気がある。「ア・デイ・フォウ・ユウ01」で初登場し、バンアレン・デイにゴルネオに渡すお菓子を失くしてしまったことが切っ掛けでフェリの友人になる。また、オカルトマニアで、「ゴースト・イン・ゴースト」など廃施設での肝試しの短編に登場する。自律都市で流通されている有名な映像データに出てくる「怪奇卿」の異名を持つノイマン・ダレンスタインと同じ名字を持つため親子と思われるが、詳細は不明。後書きの短編などでエドと共に登場することが多く、彼に好意（？）を抱いているような素振りを見せる。
未来に当たる「ハイ・ブースター」にも登場し、学生時代と変わらぬ容姿をしているようでニーナとは情報交換をする間柄となっている。
エド・ドロン
レイフォンのクラスメイトである一般教養科の1年生。これと言ってとりえの無い普通の一般人。「バンピー・ホット・ダッシュ」に登場し、レイフォンのファンだと言う女の子にレイフォンとの仲を取り持つ約束をしてしまう。元々レイフォンとはクラスメイトと言う以外特に接点が無かったが、これを切っ掛けにレイフォンと親しくなる。レイフォンを良い奴だと思いつつも、基本的にモテるレイフォンに対しモテない男としての嫉妬心が強い。15巻でも登場し挿絵に描かれるが、なぜか名前が表記されず「同級生」という形で表現されている。
シン・カイハーン
ツェルニの武芸科第14小隊の隊長。面倒見の良い性格で、ニーナが第14小隊に所属していた頃はよく訓練に付き合っていた。おしゃべり好きだが、戦闘が始まると途端に無口になる。剄の集束力に優れる碧玉錬金鋼の細剣を使用しており、剄を一点集中して放つ外力系衝剄「点破」を得意とする。ツェルニ入学当時のニーナの短編「アーリー・ダイアモンド」などに登場する。後にクラリーベルを小隊に勧誘した。シャーニッドととも仲が良いらしく、短編でも掛け合いを見せている。『スプリング・バースト』では後ろ姿が描かれ、深遊作の漫画版では登場人物の一人として描かれている。フェリのファンであり彼女のファンクラブに所属している。他の隊に比べて自分の隊の人気が今一つなのを気にしており、ニーナに相談を持ちかけた事がある（ニーナに「モテたいんだ」と言ったため、彼女の中の尊敬度は急落した）。フェリが面白半分でプロデュースした中二思考丸出しな格好を正式採用しており、そのお陰か隊の人気が上がった模様。

## 外伝
本作の外伝に位置付けられる作品として、『レジェンド・オブ・レギオス』『聖戦のレギオス』『ぼくとレギオスの旅』の3つの小説が発表されている。いずれの作品も本作では語られることの無い過去の出来事を描いており、それぞれの作品が単独の物語としても成立するようになっている。それぞれの作品で異なる人物を主人公に据えているが、いずれも本作と同じ世界の物語であり、作品の垣根を越えて登場する人物もいる。
『レジェンド・オブ・レギオス』は本作の舞台背景が構築される以前の過去の世界の物語で、本作の世界ができるまでの顛末を描いている。『聖戦のレギオス』は本作の登場人物の1人であるディクセリオ・マスケイン（ディック）を主人公にしたスピンオフ作品で、時間と空間を越えて狼面衆と戦ってきたディックの経歴が描かれる、『レジェンド・オブ・レギオス』と本作の中間に位置付けられる物語。本作同様、著者は雨木シュウスケ、イラストは深遊が担当し、『レジェンドオブ・レギオス』は2007年6月から2008年9月にかけて、『聖戦のレギオス』は2009年3月から、いずれもStyle-Fのレーベルで発表されている。
『ぼくとレギオスの旅』は物と会話できる不思議な力を持つ少年アッシュと、シュナイバルで生まれたばかりの電子精霊ツェルニが共に旅をする物語で、彼らの旅を通して電子精霊が自律型移動都市を持つに至るまでの過程が描かれる。原案は本作の著者である雨木シュウスケが、著者は川村ひであき、イラストは今野隼史が担当しており、2009年6月から角川つばさ文庫のレーベルで発表されている。

## 制作背景
本作の基になったプロットは完成に至るまでに試行錯誤が重ねられ、結果的に約1年もの時間を要することになった。また、担当編集者の加藤美沙によればプロットが固まって以降は「メインヒロインを複数用意して選択肢の幅を広げる」「大人を出さない」などいくつかの約束事が決められながらも第一稿が完成したという。
ちなみに、著者である雨木はレイフォンを主人公にする意図はなかったらしく、決定以降、作中での扱いをぞんざいにしたほどのレイフォン嫌いを公言している。

## 既刊一覧

### 小説

#### 本編
- 雨木シュウスケ（著）・深遊（イラスト）、富士見書房〈富士見ファンタジア文庫〉、全25巻
  - 『鋼殻のレギオス』2006年3月25日初版発行（3月18日発売[17]）、ISBN 4-8291-1803-2
  - 『鋼殻のレギオス2 サイレント・トーク』2006年5月25日初版発行（5月20日発売[18]）、ISBN 4-8291-1827-X
  - 『鋼殻のレギオス3 センチメンタル・ヴォイス』2006年7月25日初版発行（7月20日発売[19]）、ISBN 4-8291-1846-6
  - 『鋼殻のレギオス4 コンフィデンシャル・コール』2006年10月25日初版発行（10月20日発売[20]）、ISBN 4-8291-1871-7
  - 『鋼殻のレギオス5 エモーショナル・ハウル』2007年1月25日初版発行（1月20日発売[21]）、ISBN 978-4-8291-1892-4
  - 『鋼殻のレギオス6 レッド・ノクターン』2007年5月25日初版発行（5月19日発売[22]）、ISBN 978-4-8291-1926-6
  - 『鋼殻のレギオス7 ホワイト・オペラ』2007年10月25日初版発行（10月20日発売[23]）、ISBN 978-4-8291-1967-9
  - 『鋼殻のレギオス8 ミキシング・ノート』2008年3月25日初版発行（3月19日発売[24]）、ISBN 978-4-8291-3269-2
  - 『鋼殻のレギオス9 ブルー・マズルカ』2008年6月25日初版発行（6月20日発売[25]）、ISBN 978-4-8291-3300-2
  - 『鋼殻のレギオス10 コンプレックス・デイズ』2008年9月25日初版発行（9月20日発売[26]）、ISBN 978-4-8291-3329-3
  - 『鋼殻のレギオス11 インパクト・ガールズ』2008年12月25日初版発行（12月20日発売[27]）、ISBN 978-4-8291-3359-0
  - 『鋼殻のレギオス12 ブラック・アラベスク』2009年3月25日初版発行（3月20日発売[28]）、ISBN 978-4-8291-3382-8
  - 『鋼殻のレギオス13 グレー・コンチェルト』2009年5月25日初版発行（5月20日発売[29]）、ISBN 978-4-8291-3401-6
  - 『鋼殻のレギオス14 スカーレット・オラトリオ』2009年9月25初版発行日（9月19日発売[30]）、ISBN 978-4-8291-3439-9
  - 『鋼殻のレギオス15 ネクスト・ブルーム』2010年4月25日初版発行（4月20日発売[31]）、ISBN 978-4-8291-3510-5
  - 『鋼殻のレギオス16 スプリング・バースト』2010年11月25日初版発行（11月20日発売[32]）、ISBN 978-4-8291-3591-4
  - 『鋼殻のレギオス17 サマー・ナイト・レイヴ』2011年3月25日初版発行（3月19日発売[33]）、ISBN 978-4-8291-3618-8
  - 『鋼殻のレギオス18 クライング・オータム』2011年8月25日初版発行（8月20日発売[34]）、ISBN 978-4-8291-3667-6
  - 『鋼殻のレギオス19 イニシエーション・ログ』2011年12月25日初版発行（12月20日発売[35]）、ISBN 978-4-8291-3708-6
  - 『鋼殻のレギオス20 デザイア・リポート』2012年4月25日初版発行（4月20日発売[36]）、ISBN 978-4-8291-3748-2
  - 『鋼殻のレギオス21 ウィンターフォール 上』2012年7月25日初版発行（7月20日発売[37]）、ISBN 978-4-8291-3777-2
  - 『鋼殻のレギオス22 ウィンターフォール 下』2012年10月25日初版発行（10月20日発売[38]）、ISBN 978-4-8291-3808-3
  - 『鋼殻のレギオス23 ライク・ア・ストーム』2013年3月25日初版発行（2月20日発売[39]）、ISBN 978-4-8291-3854-0
  - 『鋼殻のレギオス24 ライフ・イズ・グッド・バイ』2013年6月25日初版発行（6月20日発売[40]）、ISBN 978-4-8291-3897-7
  - 『鋼殻のレギオス25 アンド・ゼン・アフター・ザット』2013年9月25日初版発行（9月20日発売[41]）、ISBN 978-4-8291-3931-8

#### 外伝

##### レジェンド・オブ・レギオス
- 雨木シュウスケ（著）、富士見書房〈Style-F〉、全3巻
  - 『リグザリオ洗礼 レジェンド・オブ・レギオス』、2007年7月10日初版発行（6月29日発売[42]）、ISBN 978-4-8291-7647-4
  - 『イグナシス覚醒 レジェンド・オブ・レギオスII』、2007年12月30日初版発行（12月20日発売[43]）、ISBN 978-4-8291-7668-9
  - 『レギオス顕現 レジェンド・オブ・レギオスIII』、2008年9月30日初版発行（9月20日発売[44]）、ISBN 978-4-8291-7673-3
- 雨木シュウスケ（著）・深遊（イラスト）、富士見書房〈富士見ファンタジア文庫〉、全3巻
  - 『レジェンド・オブ・レギオスI リグザリオ洗礼』、2010年3月25日初版発行（3月20日発売[45]）ISBN 978-4-8291-3497-9
  - 『レジェンド・オブ・レギオスII イグナシス覚醒』、2010年6月25日初版発行（6月19日発売[46]）、ISBN 978-4-8291-3528-0
  - 『レジェンド・オブ・レギオスIII レギオス顕現』、2010年8月25日初版発行（8月20日発売[47]）、ISBN 978-4-8291-3561-7

##### 聖戦のレギオス
- 雨木シュウスケ（著）、富士見書房〈Style-F〉、全3巻
  - 『聖戦のレギオス 眠りなき墓標群』、2009年3月25日初版発行（3月16日発売[48]）、ISBN 978-4-8291-7676-4
  - 『聖戦のレギオス 限りなき幻像群』、2009年10月25日初版発行（10月19日発売[49]）、ISBN 978-4-8291-7684-9
  - 『聖戦のレギオス 終わりなき夜光群』、2010年6月25日初版発行（6月16日発売[50]）、ISBN 978-4-8291-7690-0
- 雨木シュウスケ（著）・深遊（イラスト）、富士見書房〈富士見ファンタジア文庫〉、全3巻
  - 『聖戦のレギオス1 眠りなき墓標群（）』、2011年9月25日初版発行（9月17日発売[51]）、ISBN 978-4-8291-3676-8
  - 『聖戦のレギオス2 限りなき幻像群』、2011年11月25日初版発行（11月19日発売[52]）、ISBN 978-4-8291-3698-0
  - 『聖戦のレギオス3 終わりなき夜光群』、2012年1月25日初版発行（1月20日発売[53]）、ISBN 978-4-8291-3718-5

##### ぼくとレギオスの旅
- 雨木シュウスケ（原案）・川村ひであき（著）・今野隼史（イラスト）、富士見書房〈角川つばさ文庫〉、既刊2巻（2013年9月22日現在）
  - 『ぼくとレギオスの旅1 歩行する都市』、2009年6月15日初版発行（同日発売[54]）、ISBN 978-4-04-631032-3
  - 『ぼくとレギオスの旅2 生まれゆく都市』、2009年9月15日初版発行（同日発売[55]）、ISBN 978-4-04-631053-8

### 漫画

#### 鋼殻のレギオス
- 雨木シュウスケ（原作）・深遊（作画） 『鋼殻のレギオス』 富士見書房〈角川コミックスドラゴンJr.→ドラゴンコミックスエイジ〉、全3巻
  1. 2007年12月9日初版発行（2008年1月9日発売[56]）、ISBN 978-4-04-712531-5
  2. 2009年4月9日初版発行（同日発売[57]）、ISBN 978-4-04-712600-8
  3. 2011年12月9日初版発行（同日発売[58]）、ISBN 978-4-04-712766-1

#### 鋼殻のレギオス MISSING MAIL
- 雨木シュウスケ（原作）・深遊（キャラクター原案）・清瀬のどか（作画） 『鋼殻のレギオス MISSING MAIL』 富士見書房〈角川コミックスドラゴンJr.→ドラゴンコミックスエイジ〉、全8巻
  1. 2008年4月9日発売[59]、ISBN 978-4-04-712544-5
  2. 2008年9月18日発売[60]、ISBN 978-4-04-712566-7
  3. 2009年1月9日発売[61]、ISBN 978-4-04-712588-9
  4. 2009年7月9日発売[62]、ISBN 978-4-04-712614-5
  5. 2010年2月9日発売[63]、ISBN 978-4-04-712649-7
  6. 2010年10月9日発売[64]、ISBN 978-4-04-712688-6
  7. 2011年4月9日発売[65]、ISBN 978-4-04-712718-0
  8. 2013年3月8日発売[66]、ISBN 978-4-04-712762-3

#### 鋼殻のレギオス シークレット･サイド
- 雨木シュウスケ（原作）・深遊（キャラクター原案）・渡里（作画） 『鋼殻のレギオス シークレット･サイド』 角川書店〈あすかコミックスDX〉、全2巻
  1. 2008年12月26日発売[67]、ISBN 978-4-04-854268-5
  2. 2009年5月26日発売[68]、ISBN 978-4-04-854321-7
- 双葉ますみ（作画）『鋼殻のレギオスの4コマ』 富士見書房〈角川コミックスドラゴンJr.〉、全2巻

#### 鋼殻のレギオスの4コマ フェリの詩
- 雨木シュウスケ（原作）・深遊（キャラクター原案）・渡里（作画）、富士見書房〈角川コミックスドラゴンJr.〉、全2巻
  - 『鋼殻のレギオスの4コマ フェリの詩』、2009年5月9日発売[69]、ISBN 978-4-04-712603-9
  - 『鋼殻のレギオスの4コマ フェリの詩 ぷらす』、2009年10月9日発売[70]、ISBN 978-4-04-712630-5

### 関連書籍
- 『オール・オブ・レギオスI 鋼殻のレギオスワールドガイド』、2009年3月25日初版発行（3月19日発売[71]）、ISBN 978-4-8291-3383-5
- 『オール・オブ・レギオスII 鋼殻のレギオスワールドガイド』、2009年5月25日初版発行（5月20日発売[72]）、ISBN 978-4-8291-3402-3
- 『鋼殻のレギオス画集 - Miyuu Art Works』、2009年6月30日初版発行（6月18日発売[73]）、ISBN 978-4-8291-7678-8

## メディアミックス

### 朗読ボイス
2006年3月14日から携帯サイトのFUJIMIオールスターズ（エンターブレイン配信）では朗読ボイスという4、5分程度のボイスデータが無料で配信された。男性ボイスの担当は萩道彦、女性ボイスの担当は担当は滝田樹里・長谷川明子が朗読した。

### ラジオドラマ
2006年11月12日から2006年12月3日に「富士見ティーンエイジファンクラブ」で放送されたラジオドラマ。第17小隊の面々や作品の舞台背景を説明する「第17小隊の日常」と、短編「クール・イン・ザ・カッフェ」をドラマ化した3話の全4話。2008年3月に、月刊ドラゴンマガジン2008年4月号の付録としてドラマCD化された。

### ドラマCD
2007年4月に「富士見ドラマCDコレクション」としてドラマCD化された。内容は第1巻『鋼殻のレギオス』をドラマ化したもの。ジャケットのイラストが異なる「一般流通ver.」と「FUJIMI限定ver.」があり、前者はレイフォン、後者はニーナがメインのイラストになっている。違いはジャケットイラストと購入方法、及び特典CD（声優トーク）で、本編の内容に差は無い。
2009年8月にキャラクターソング集「Chrome Shelled REGIOS Character Songs -The First Session-」が発売された。
このCDにはキャラクターソングのほかにオリジナル・スピンアウトドラマ「Chrome Shelled Story」（前編）も収録。
TVアニメ『鋼殻のレギオス』のために結成されたChrome Shelledのメンバーをモデルに、作品世界（＝ツェルニ）に実際に存在しているバンドという設定で富士見書房監修のもと、オリジナル脚本化し、
各メンバーのキャストを新人女性声優たちで音声ドラマ化。

### 漫画
鋼殻のレギオス
2007年4月、『ドラゴンエイジピュア』Vol.4から連載。作画は深遊。内容は原作の本編を漫画化したものではなく、ニーナを主人公にした漫画オリジナルのサイドストーリー。ドラゴンマガジンに掲載される短編に近いものと言えるが、原作の本編と内容が繋がっているかどうかは不明だが、本編でシンがクラリーベルを小隊に勧誘するエピソードについては関連している模様。
鋼殻のレギオス MISSING MAIL
2007年6月、『月刊ドラゴンエイジ』7月号から連載。作画は清瀬のどか。大筋は原作の本編と共通しているが、ストーリー展開が原作とは異なる。一般人としての平穏な生活を望むレイフォンの悩みと、同様の悩みを抱えるフェリとの関係がクローズアップされているのが特徴。
鋼殻のレギオス シークレット・サイド
2008年4月、『ビーンズエース』Vol.13から連載。作画は渡里。すでにレイフォンが第17小隊に所属している時点から物語が始まり、ツェルニの武芸者として遺憾なく実力を発揮し、その強さ故に他の学生から恐れられるなど、レイフォンの「強さ」に焦点を当てているのが特徴。
鋼殻のレギオスの4コマ フェリの詩（うた）
2008年10月、『月刊ドラゴンエイジ』12月号から連載（『ドラゴンエイジピュア』Vol.13で先行連載）。作画は双葉ますみ。フェリを主人公にした4コマ漫画で、前半は普通の絵、後半はキャラクターをディフォルメした「ぷち絵」で描かれるのが特徴。基本的に原作とは無関係の内容だが、ネタ自体は原作やアニメを基にしている事が多い。これまでに月刊ドラゴンエイジや「出張版」として『ドラゴンマガジン』や公式解説本『オール・オブ・レギオス』、アニメDVDの初回特典「月刊ルックン」など、様々な関連書籍に掲載されていた。

### テレビアニメ
2009年1月、ZEXCSによるアニメーション製作、AMG MUSICによる音楽製作でテレビアニメ化された。テレビ神奈川を筆頭にUHF局系数局で放送。全24話。
随所にアニメオリジナルのアレンジが加えられつつも、基本的にストーリーの大筋は原作に沿っている。未完のライトノベル作品をアニメ化する場合、終盤はアニメオリジナルの展開になることが多いが、本作では終盤にも原作の要素を取り入れるために、毎回のシナリオ会議にファンタジア文庫の編集者が出席し監修を行っている。また、原作者の雨木からは、放送開始当時は発売されていなかった文庫本第12巻や、アニメ用のアイディアが提出された。
作中で使用されている音楽は、エンディングテーマを除き全て浅倉大介がプロデュースを手掛けており、オープニングテーマの作曲と編曲も浅倉大介が手掛けている。一方、エンディングテーマはこの番組のために結成されたロックバンドChrome Shelledが手掛けており、ボーカルが1人で歌うオリジナルバージョンとヒロインとのデュエットバージョンとが本編の内容に応じて使い分けられる。
ドラゴンマガジン2008年11月号にてテレビアニメ化決定が正式発表され、放送開始前からドラゴンマガジン本誌、アニメ公式ホームページのほか、プレセペ、サーファーズパラダイス、アソビットシティ、アミューズメントメディア総合学院など複数のホームページで情報が随時公開されている。2008年11月24日、横浜関内ホールで行われた「tvkアニメまつり2008 ver2」ではプロモーション映像の公開や声優陣によるトークショーが行われた。このプロモーション映像は後日公式ホームページや動画配信サイトYouTubeにて配信され、配信開始から3日で再生回数が2万回を超えた。2008年12月18日からはレイフォン役の岡本とシャーニッド役の谷山がパーソナリティのラジオ番組『レギオスのらじおッス！』が、アニメイトTV、マリン・エンタテインメントのホームページで配信が開始された。

#### レジェンド・オブ・レギオス
回によっては、本編中に『レジェンド・オブ・レギオス』の1シーンが短時間流される。映像が挿入されるタイミングは回によってまちまちで、アバンタイトルやエンディング直前の回もあれば、本編の最中に挿入される回もある。このシーンの台詞はハードボイルドな雰囲気を出すためにすべて英語でアフレコされており、ヒロインのサヤを演じる名塚佳織以外はなるべく英語ができる演者がキャスティングされている。また、映像はモノクロで台詞の字幕はなく、エンドロールでもキャストが発表されず、作中では次回予告時に演出のために外国語の台詞を使用している旨を示すテロップが表示される以外、この映像に関する説明がまったくない。DVDの初回限定版には未放送の映像を含めてこれらの映像を時系列順にまとめた「レジェンド・オブ・レギオス完全版」が特典として同梱されており、こちらでは色付きの映像と日本語の台詞で、エンドロールではキャストも発表されている。

##### スタッフ
レギオス外伝『レジェンド･オブ･レギオス』完全版
| 話数   | 脚本・絵コンテ | 演出     | 作画監督 | 発売日        |
| ------ | -------------- | -------- | -------- | ------------- |
| 第一章 | 川崎逸朗       | 新田靖成 | 橋本英樹 | 2009年3月27日 |
| 第二章 | 川崎逸朗       | 新田靖成 | 橋本英樹 | 2009年4月24日 |
| 最終章 | 川崎逸朗       | 新田靖成 | 橋本英樹 | 2009年5月29日 |

#### スタッフ
- 監督 - 川崎逸朗[12]
- 助監督 - 新田靖成[12]
- シリーズ構成 - 池田眞美子[12]
- キャラクターデザイン - 橋本英樹[12]
- デザインワークス - 常木志伸[12]、岩永悦宜[12]
- セットデザイン - 青木智由紀[12]
- アクション監督 - 烏宏明[12]
- 美術監督 - 東潤一[12]
- 色彩設計 - 岩井田洋[12]
- 撮影監督 - 口羽毅[12]
- 編集 - 平木大輔[12]
- 音響監督 - 岩浪美和[12]
- 音楽&OP主題歌楽曲プロデュース - 浅倉大介[12]
- 音楽制作 - AMG MUSIC[12]
- アニメーションプロデューサー - 橋本和典
- プロデューサー - 蜂屋誠一[83]、鈴木智子[83]、岡本敦行[83]、武智恒雄[83]、原田由佳[83]、川崎とも子[83]
- アニメーション制作 - ZEXCS[12]
- 製作 - ツェルニ第十七小隊[12]

#### 主題歌
オープニングテーマ「Brave your truth」
作詞 - 井上秋緒 / 作曲・編曲 - 浅倉大介 / 歌 - Daisy×Daisy
前期エンディングテーマ「ヤサシイウソ」（第1話 - 第12話）
ヤサシイウソ Original Mix
歌 - Chrome Shelled
ヤサシイウソ w/z ニーナ・アントーク
歌 - Chrome Shelled feat. Nina Antalk（高垣彩陽）
ヤサシイウソ w/z フェリ・ロス
歌 - Chrome Shelled feat. Felli Loss（中原麻衣）
ヤサシイウソ w/z リーリン・マーフェス（第24話挿入歌）
歌 - Chrome Shelled feat. Leerin Marfes（高橋美佳子）
後期エンディングテーマ「愛のツェルニ」（第13話 - 第24話）
愛のツェルニ Original Mix
歌 - Chrome Shelled
愛のツェルニ w/z メイシェン・トリンデン(第16話)
歌 - Chrome Shelled feat. Mayshen Torinden（大亀あすか）
愛のツェルニ w/z リーリン・マーフェス
歌 - Chrome Shelled feat. Leerin Marfes（高橋美佳子）

#### 各話リスト
| 話数 | サブタイトル                       | 脚本       | 絵コンテ          | 演出                     | 作画監督                                       | 総作画監督 |
| ---- | ---------------------------------- | ---------- | ----------------- | ------------------------ | ---------------------------------------------- | ---------- |
| 1    | 意識を持つ都市                     | 池田眞美子 | 川崎逸朗          | 川崎逸朗 徐恵眞 藤本ジ朗 | 織岐一寛、川島勝 山本善哉                      | 空流辺広子 |
| 2    | フラッグを奪取せよ!                | 池田眞美子 | 川崎逸朗          | 岡村正弘                 | 中本尚、杉藤さゆり                             | 桜井正明   |
| 3    | 電子精霊ツェルニ                   | 池田眞美子 | 川崎逸朗          | 畠山茂樹                 | 山崎正和                                       | 川島勝     |
| 4    | 武装解除! メイド服を着用せよ!      | 根元歳三   | 藤本ジ朗          | 藤本ジ朗                 | 仁井学                                         | 空流辺広子 |
| 5    | 死の大地に潜む敵                   | 長谷川勝己 | 山本天志          | 渡部穏寛                 | 織岐一寛、酒井智史 竹内真弓                    | 桜井正明   |
| 6    | グレンダンからの封書（てがみ）     | 横手美智子 | 臼田美夫          | 徐恵眞                   | 臼田美夫、杉本智子                             | 空流辺広子 |
| 7    | 複合錬金鋼（アダマンダイト）、復元 | 長谷川勝己 | 川崎逸朗          | 渡部穏寛                 | 山本善哉、都竹隆治 酒井智史、竹内真弓 三木佳人 | 川島勝     |
| 8    | かつての敵は廃都と成り果て         | 花田十輝   | 大平直樹          | 岡村正弘                 | 中本尚                                         | 桜井正明   |
| 9    | 天剣授受者の資格                   | 花田十輝   | 大平直樹          | 徳本善信                 | 木下裕孝                                       | 臼田美夫   |
| 10   | ルッケンスの復讐                   | 花田十輝   | 川崎逸朗 新田靖成 | 畠山茂樹                 | 山村俊了                                       | 川島勝     |
| 11   | スパ・リゾート・カリアン           | 根元歳三   | 山本天志          | 藤本ジ朗                 | 仁井学                                         | 臼田美夫   |
| 12   | ヤサシイウソ                       | 横手美智子 | 後信治            | 岡村正弘                 | 織岐一寛、北村友幸                             | 桜井正明   |
| 13   | 銃身に秘めた想い                   | 横手美智子 | 川崎逸朗          | 渡部穏寛                 | 北條直明、都竹隆治 酒井智史、竹内真弓          | 川島勝     |
| 14   | 廃貴族現る                         | 横手美智子 | 藤本ジ朗          | 畠山茂樹                 | 杉藤さゆり、野道佳代 安本学                    | 桜井正明   |
| 15   | 届かない気持ち                     | 池田眞美子 | 臼田美夫          | 徐恵眞                   | 杉本智子                                       | 臼田美夫   |
| 16   | ツェルニ暴走、汚染獣襲撃!          | 長谷川勝巳 | 川崎逸朗          | 渡部穏寛                 | 山村俊了、宮井加奈                             | 山崎正和   |
| 17   | サリンバン教導傭兵団、出陣!        | 根元歳三   | 新田靖成          | 岡村正弘                 | 山本善哉                                       | 川島勝     |
| 18   | ニーナ消失!ツェルニ緊急事態        | 花田十輝   | 大平直樹          | 徳本善信                 | 仁井学                                         | 臼田美夫   |
| 19   | 導かれた出会い                     | 花田十輝   | 金崎貴臣          | 藤本ジ朗                 | 織岐一寛、北村友幸 北條直明                    | 桜井正明   |
| 20   | 都市戦前夜                         | 根元歳三   | 大平直樹          | 畠山茂樹                 | 安本学、竹内真弓 酒井智史、山本善哉            | 川島勝     |
| 21   | 奪われたフェリ                     | 長谷川勝巳 | 臼田美夫          | 徳本善信                 | 杉本智子                                       | 臼田美夫   |
| 22   | 無敵の槍殻都市グレンダン迫る!      | 池田眞美子 | 川崎逸朗          | 渡部穏寛                 | 山村俊了、宮井加奈                             | 山崎正和   |
| 23   | イグナシスの欠片                   | 池田眞美子 | 川崎逸朗          | 藤本義孝                 | 飯飼一幸                                       | 桜井正明   |
| 24   | 胎動する都市                       | 池田眞美子 | 川崎逸朗          | 新田靖成 徐恵眞          | 仁井学、吉井弘幸 杉本智子                      | 臼田美夫   |

#### 放送局
| 放送地域 | 放送局       | 放送期間                | 放送日時           | 放送系列       | 備考 |
| -------- | ------------ | ----------------------- | ------------------ | -------------- | ---- |
| 神奈川県 | tvk          | 2009年1月10日 - 6月20日 | 土曜 25:00 - 25:30 | 独立UHF局      |      |
| 兵庫県   | サンテレビ   | 2009年1月12日 - 6月22日 | 月曜 25:40 - 26:10 | 独立UHF局      |      |
| 千葉県   | チバテレビ   | 2009年1月14日 - 6月24日 | 水曜 25:30 - 26:00 | 独立UHF局      |      |
| 愛知県   | テレビ愛知   | 2009年1月14日 - 6月24日 | 水曜 25:58 - 26:28 | テレビ東京系列 |      |
| 福岡県   | TVQ九州放送  | 2009年1月14日 - 6月24日 | 水曜 27:38 - 28:08 | テレビ東京系列 |      |
| 埼玉県   | テレ玉       | 2009年1月15日 - 6月25日 | 木曜 25:30 - 26:00 | 独立UHF局      |      |
| 北海道   | テレビ北海道 | 2009年1月15日 - 6月25日 | 木曜 26:30 - 27:00 | テレビ東京系列 |      |
| 東京都   | TOKYO MX     | 2009年1月16日 - 6月26日 | 金曜 26:00 - 26:30 | 独立UHF局      |      |

#### Webラジオ
テレビアニメ放映に関連して、アニメイトTV、マリン・エンタテイメントでWebラジオが配信された。
- タイトル：レギオスのらじおッス!
- 配信期間：2008年12月18日 - 2009年8月20日（隔週木曜日）（全18回）

パーソナリティ
- 岡本信彦（レイフォン・アルセイフ役）
- 谷山紀章（シャーニッド・エリプトン役）

ゲスト
- 第4、5回（2009年2月5日、2月19日）高垣彩陽（ニーナ・アントーク役）
- 第8、9回（2009年4月2日、4月16日）高橋美佳子（リーリン・マーフェス役）
- 第10、11回（2009年4月30日、5月14日）中原麻衣（フェリ・ロス役）
- 第15回（2009年7月9日）阪口大助（ハーレイ・サットン役）

### コンピューターゲーム

#### ニンテンドーDS
ゲームブックDS 鋼殻のレギオス
2010年1月28日発売のゲームブック型アドベンチャーゲーム。発売はブロッコリー。ソードワールド2.0に続く第2弾作品になる。
シナリオは完全オリジナルになっている。ゲームをクリアできなくなるバグが発生している。同シリーズのアクエリアンエイジでも似たようなバグがある。

#### アプリゲーム
ファンタジア・リビルド
2020年12月17日より配信されているPC / iOS / Android用アプリゲーム。
ファンタジア文庫作品のクロスオーバーRPGであり、ニーナとシャーニッドが配信当初から、レイフォンとフェリが2021年9月3日より追加で登場している。

### トレーディングカードゲーム
プロジェクト レヴォリューションに参加しており富士見書房1．0及び 富士見書房1．1、プラチナパック、ヒロインスペシャルパックが発売されている。富士見書房1．0及び 富士見書房1．1、プラチナパックは原作版のイラストであるが、ヒロインスペシャルパックのイラストのみアニメーションに準拠している。

### パチンコ
- CR鋼殻のレギオス（2013年12月、大都技研）